# Volkswagen
Volkswagen ([fɔlksˈvaːɡn], в переводе с нем. — «народный автомобиль», «Фольксваген») — немецкая автомобильная марка, одна из многих, принадлежащих концерну Volkswagen AG. 
Штаб-квартира — в Вольфсбурге. Там же находится и Автомузей Volkswagen.

## История

### Основание завода
История Volkswagen началась осенью 1933 года в одном из залов отеля «Кайзерхоф» (нем. Kaiserhof) в Берлине. Собеседников было трое: Адольф Гитлер (нем. Adolf Hitler), Якоб Верлин (нем. Jacob Werlin), представитель «Daimler-Benz», и Фердинанд Порше (нем. Ferdinand Porsche). Гитлер выдвинул требование: создать для немецкого народа крепкий, надёжный автомобиль стоимостью не более 1000 рейхсмарок. Также автомобиль должен был собираться на новом, олицетворяющем новую Германию, заводе. На листке бумаги Гитлер набросал эскиз, обозначил основные пункты программы и попросил назвать имя конструктора, кто будет нести ответственность за исполнение правительственного заказа. Якоб Верлин предложил кандидатуру Фердинанда Порше. Будущий автомобиль так и назвали — «Volks-Wagen» (дословно — «народный автомобиль»).
17 января 1934 года Фердинанд Порше переслал чертежи прототипа «народного автомобиля», созданного на базе разработанного ранее Porsche Typ 60, в Рейхсканцелярию Германии.

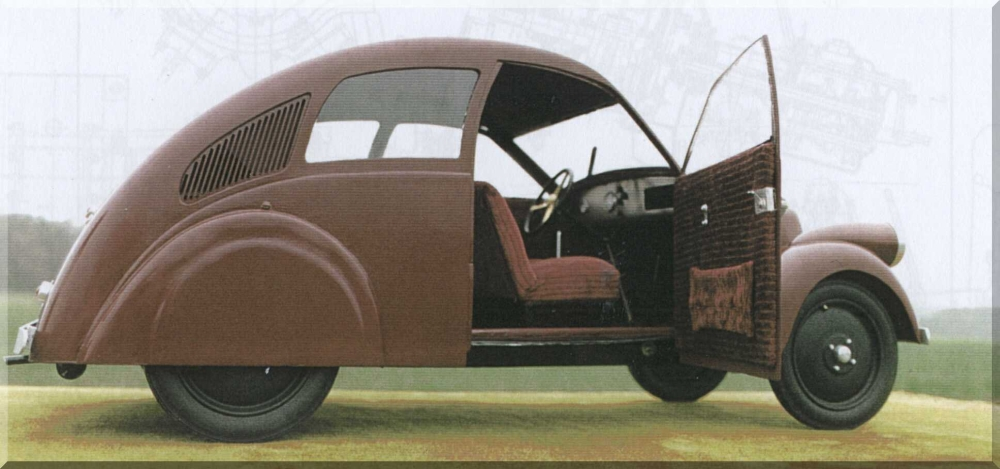
Porsche Typ 12 (1931)

В июне 1934 года был подписан контракт между RDA (Reichsverband der Automobilindustrie с нем. — «Имперская автомобильная ассоциация») и «Dr. Ing. h.c. F. Porsche GmbH» (Konstruktionen und Beratungen für Motoren und Fahrzeugbau) — компанией Фердинанда Порше, на разработку трёх прототипов «народного автомобиля». Месячный бюджет проекта составил 20 тыс. рейхсмарок при ограничении по времени — 10 месяцев на все разработки. В качестве основных характеристик должны быть учтены следующие данные: 5 посадочных мест, ширина колеи — 1200 мм, расстояние между осями — 2500 мм, максимальная мощность — 26 л. с., максимальные обороты — 3500 об/мин, неснаряжённый вес — 650 кг, цена при продаже — 1550 рейхсмарок, максимальная скорость — 100 км/ч, максимальный уклон подъёма — 30 %, средний расход топлива — 8 литров на 100 км.
Несмотря на уже имевшиеся конструкции и опыт, необходимость уложиться в положенные рамки затянула работы на два года. Прототипы были готовы только в сентябре 1936 года: двухдверный V1, кабриолет V2 (по заказу Гитлера) и четырёхдверный V3. 50 тыс. километров испытательного пробега не выявили у машин каких-либо серьёзных недостатков и Порше дали заказ на последующие 30 прототипов, которые были произведены на заводе Daimler-Benz. Тестирование новых прототипов возложили на DAF (нем. Deutsche Arbeitsfront) (Германский трудовой фронт) — нацистскую профсоюзную организацию. А контроль тестирования и принятие окончательного решения по его (тестирования) итогам осуществляли непосредственно сотрудники СС (нем. SS или Schutzstaffel).
28 мая 1937 года основана компания «Gesellschaft zur Vorbereitung des Deutschen Volkswagens GmbH» («Общество с ограниченной ответственностью по подготовке немецкого народного автомобиля») и, уже позже, 16 сентября 1938 года, переименована в Volkswagenwerk GmbH.

Первый логотип Volkswagen (1937—1939 гг.)

26 мая 1938 года был заложен первый камень на строительстве завода Volkswagen рядом с городом Фаллерслебен (район современного Вольфсбурга). В церемониальной речи Гитлер озвучивает имя будущего «народного автомобиля» — KdF-Wagen, названного в честь KdF (Kraft durch Freude) — нацистской общественной организации, вложившей порядка 50 млн рейхсмарок в строительство завода. В том же году было начато строительство городка для проживания работавших на заводе Volkswagen — Stadt des KdF-Wagens. Название в 1945 году изменили на Вольфсбург (по имени находившегося по соседству замка Вольфсбург). Сам автомобиль впоследствии станет называться «Жук».
В 1939 году были выпущены две модели для демонстрации производственных возможностей завода: V38s («пробная модель») и V39s («демонстрационная модель»). На них уже были заметны сделанные изменения в конструкции, как то улучшенные дверные петли и увеличенные дверные ручки, наличие двух задних окон в салоне и т. п. Но KdF-Wagen так и не смог стать автомобилем массового производства по причине загруженности промышленности выполнением крупных военных заказов и начала Второй мировой войны.

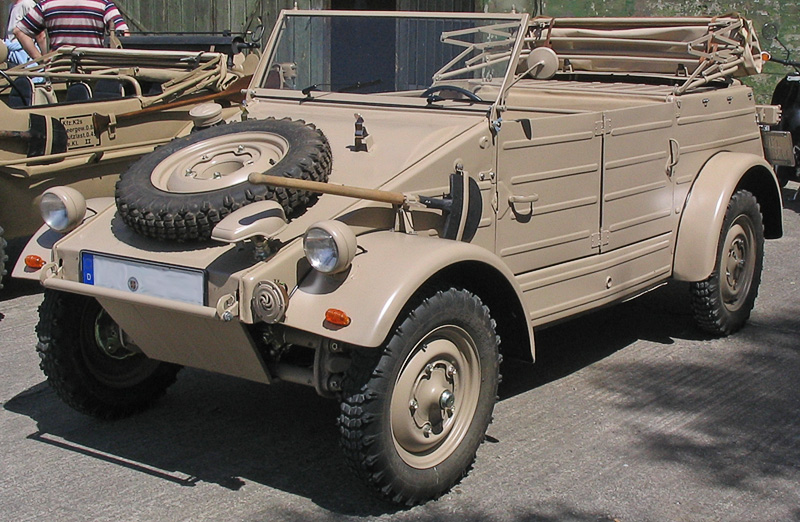
VW Typ 82 Kübelwagen

В 1938 году был разработан прототип армейского полноприводного автомобиля VW Typ 82 (Kübelwagen), запущенный в производство как VW Typ 82. Кузов был собран из тонких жестяных продольно усиленных листов, имел четыре двери, складное лобовое стекло и брезентовую откидную крышу. Всего было выпущено более 50 тыс. автомобилей. Они использовались во всех войсках Германии до окончания Второй мировой войны для перевозки личного состава, подвоза боеприпасов и топлива, эвакуации раненых и в качестве передвижных мастерских. На базе VW Typ 82 было создано более 30 модификаций многоцелевых автомобилей.

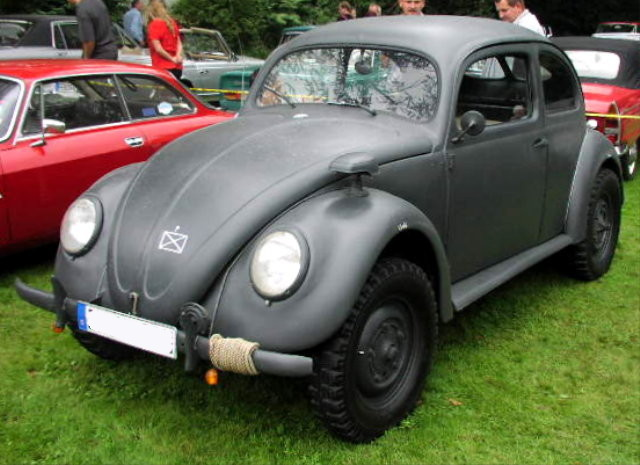
VW Typ 82 Kommandeurwagen

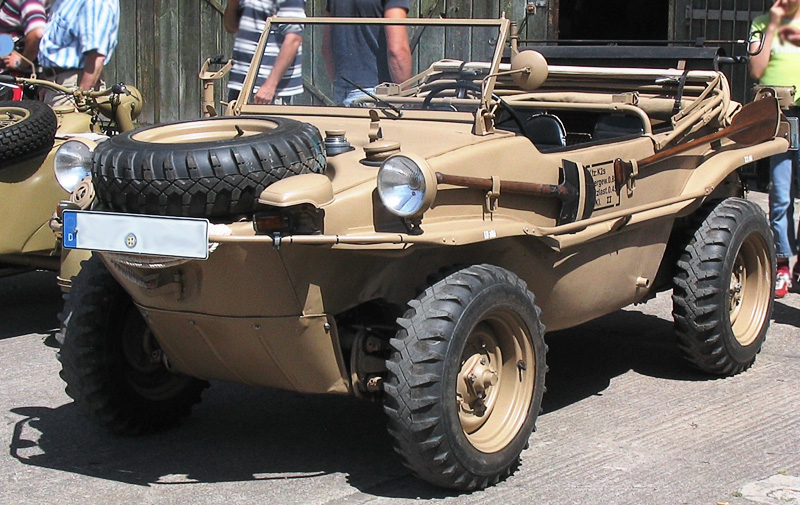
VW Typ 128 Schwimmwagen

В 1940 году на базе VW Typ 82 был разработан прототип автомобиля-амфибии — VW Typ 128 Schwimmwagen. В 1941 году 30 амфибий, произведённых на заводе в Вольфсбурге, поступили в армейские инженерные части, где получили хорошие отзывы. В этом же году Фердинанд Порше получил заказ на дальнейшую модификацию автомобиля. Модель VW Typ 166 Schwimmwagen (или Vorserienschwimmwagen) был короче, легче и манёвреннее предшественника и выпускалась на заводе Daimler-Benz в Штутгарте. За годы войны (1941—1945) было выпущено порядка 15 тыс. амфибий.

### Военные годы
С началом войны, завод прекратил выпуск гражданского автомобиля и начал выполнять военные заказы. Недостаток рабочих был решён с помощью остарбайтеров, гражданского населения, которое фашисты пригоняли с захваченных восточных территорий, хотя небольшое количество остарбайтеров нанимались на завод добровольно.
Половину остарбайтеров составляли женщины. Так как женщины часто оказывались беременными, завод организовал для них ясли сначала в лагерном бараке, затем в городе Рюэн, где была очень высокая смертность среди младенцев из-за плохого питания и недосмотра. За организацию яслей в городе Рюэн, где младенцы были обречены на смерть, британские оккупационные силы в 1946 году судили врача ответственного за медицинскую часть на заводе Volkswagen, доктора Ганса Кёрбеля (Dr. Hans Körbel), и приговорили к смертной казни.
Также для обеспечения завода Volkswagen рабочей силой использовались узники концлагерей. На заводе работали военнопленные из СССР, Польши. Рабочую силу на Volkswagen поставлял специально построенный для нужд завода концлагерь Арбайтсдорф. Концлагерь Нойенгамме разместил один из лагерей на территории завода. Рабочие на завод набирались также из еврейских узников Освенцима. Всего завод использовал для обеспечения цехов рабочей силой 4 концлагеря и 8 трудовых лагерей.

### Послевоенные годы
После окончания войны предприятие попало под контроль англичан, в чьей зоне оккупации находился Вольфсбург. Осенью 1945 года английские власти передали заводу заказ на 20 тыс. автомобилей. Но только почти через десять лет началось серийное производство автомобиля в его первоначальной модификации. В 1947 году Volkswagen был выставлен на экспортной ярмарке в Ганновере и привлёк к себе большое внимание. Завод получил первый зарубежный заказ из Голландии на тысячу автомобилей, а в 1948 году стали поступать заказы из Швейцарии, Бельгии, Швеции и других стран.
В январе 1948 года сменилось руководство Volkswagen, его генеральным директором стал Генрих Нордхофф, представитель нового поколения немецких технократов. Обновлённое руководство состояло из дипломированных инженеров, обладавших международным опытом работы на автозаводах и умевших нестандартно мыслить. С их приходом автомобиль был усовершенствован и модернизирован.
30 июня 1949 года была образована компания «Volkswagen-Finanzierungs-Gesellschaft GmbH» для увеличения продаж автомобилей на внутреннем рынке Германии. В 1949 году начали выпускаться модели с новым типом кузова — кабриолет и лимузин. В серийном производстве оборудование салона стало более комфортабельным, производилась установка частично синхронизированного двигателя.
Была налажена сеть автосервиса и технических станций по обслуживанию автомобиля. Постоянно велась работа с западными клиентами. Volkswagen создал мощную сеть сбыта автомобилей. Экспорт автомобиля, получившего мировую известность, к концу 1948 года составил около 50 тыс. машин, на внутреннем рынке было продано около 15 тыс. К этому времени завод освободился от союзнического контроля англичан и 6 сентября 1949 года Volkswagen был полностью передан Федеративной Республике Германия. Начался новый этап развития завода, который прежде всего был отмечен интенсивным наращиванием производства и увеличением сбыта.
Через 27 лет после окончания Второй мировой войны, побив рекорд Ford Model T, Volkswagen Käfer стал самым продаваемым автомобилем в истории мирового автопрома (позже его рекорд перебила Toyota Corolla).
По замыслу голландского импортёра концерна Volkswagen Бена Пона из «Pon’s Automobielhandel», Амерсфоорт (Amersfoort), был сконструирован прототип современного Volkswagen Transporter, представленный в ноябре 1949 года под названием Volkswagen Bulli, означающее просто «Бычок», однако, впоследствии модель выпускалась именно как Transporter T1. Он напоминал «ящик на колёсах»: впереди сидел водитель, сзади располагался мотор, между ними — место для груза. Эта простая конструкция появилась на рынке как раз вовремя (восстановление экономики Западной Европы по плану Маршалла) и снискала расположение покупателей благодаря своей выносливости и надёжности.
Уже в первые месяцы производства ежедневно выпускалось около 60 автомобилей Transporter. Между 1947 и 1967 годами Transporter T1 производился в следующих модификациях: развозной цельнометаллический фургон, комби (со съемными сиденьями), микроавтобус (8 и 9 мест), карета скорой помощи, пикап с однорядной (2 или 3 места) и двойной (5 или 6 мест) кабинами и бортовой платформой. В конце 1960-х ежегодное производство «Транспортера» второго поколения (1967—1979 гг.), также заднемотороного, превышало 250 тысяч в год. В четвёртом поколении VW Transporter Т4 был полностью изменён — он получил переднеприводную схему с передним двигателем поперечного расположения, впоследствии появилась также версия с приводом на все колёса. Такое конструктивно решение обеспечивает низкий уровень пола в цельнометаллическом фургоне и микроавтобусе, а в случае версии шасси с кабиной больше свободного пространства для монтажа различных кузовов типа фургон-бокс и прочих спецнадстроек. «Караван», то есть туристический автомобиль на базе «Транспортера» — «Вестфалия» стал одним из самых популярных в своем сегменте в 1960-е, а два следующих поколения заднемоторного «Транспортёра» (третье — Transporter T3, производилось в 1979—1992 гг.) оставались бестселлерами европейского рынка легких коммерческих автомобилей и микроавтобусов до появления в 1990-м переднемоторного Transporter T4, который продолжил возглавлять этот рейтинг и в 1990-х.
После резкого падения спроса в 1974 году после Нефтяного кризиса 1973 года из-за которого в Европе в 4 раза вздорожал бензин, производство седана Volkswagen 1200 («Жук» или по-английски Beetle) на заводе Вольфсбурге 19 января 1978 года было остановлено и затем перенесено в Мексику, где он как Volkswagen Fusca выпускался до 30 июля 2003 года. На заводе в Пуэбле 15 мая 1981 года был выпущен 20-миллионный «Жук». Общий тираж «Жука» с 1938-го по 2003 год составил 21 млн 529 тыс. 464 машины.

### 1950—1960-е годы

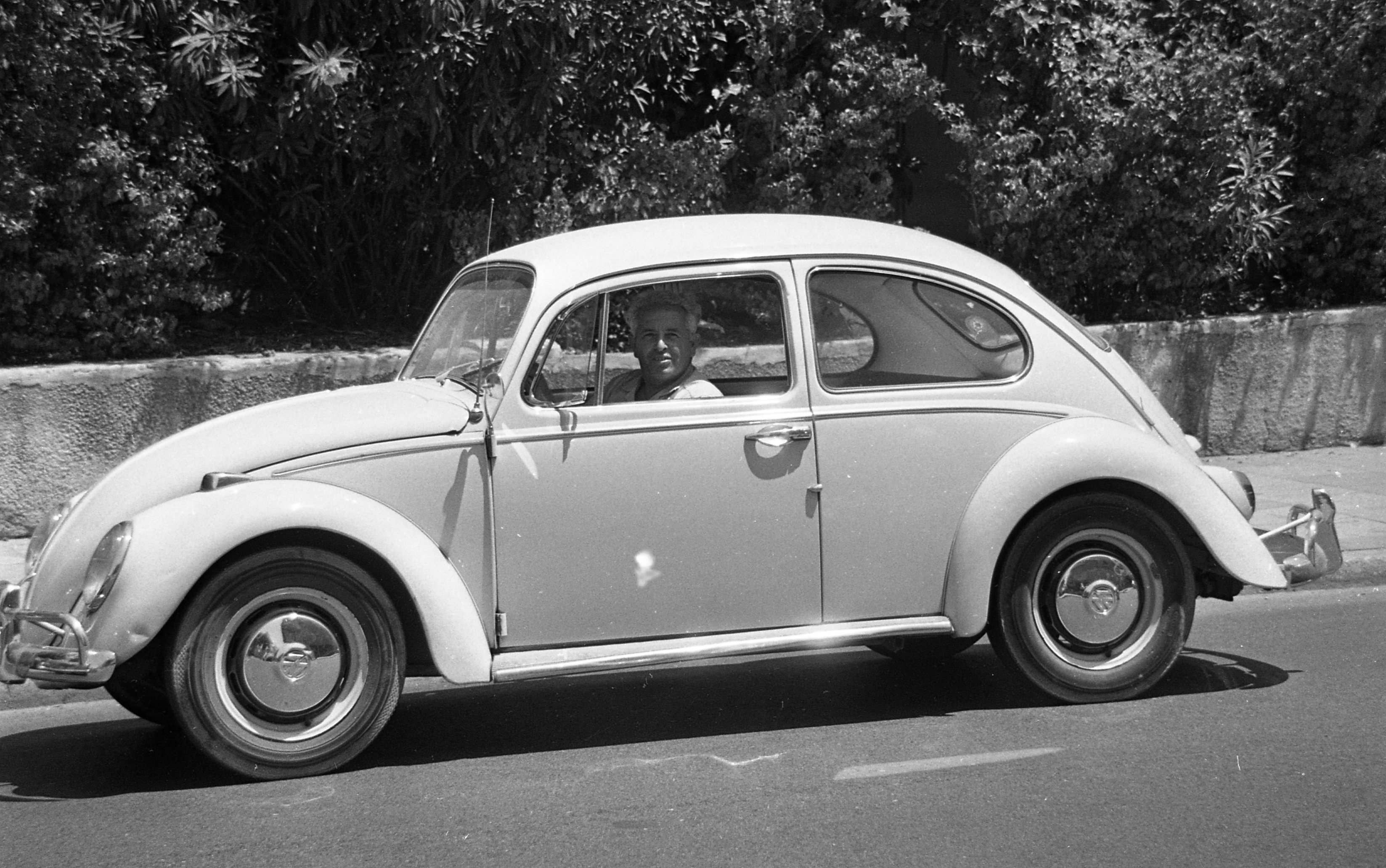
Volkswagen, Израиль, 1969

К 1950 году было выпущено 100 тыс. автомобилей, к 1951 году — 500 тыс. машин, а 5 августа 1955 года состоялась торжественная церемония по случаю выпуска миллионного Volkswagen 2. Девизом этого времени в жизни немцев становится популярная фраза, связанная с Volkswagen, — «Он — член моей семьи».
Проверенная годами надёжность и доступная цена машины усилили экспортные возможности автомобиля. Volkswagen продаётся уже в 150 странах мира. Появляются дочерние фирмы за рубежом — в 1953 году в Бразилии, в 1956 году в ЮАР, в 1957 году в Австралии, а в 1964 году в Мексике (здесь с 1998 года выпускается New Beetle) и других странах.
Первой модификацией стандартного Volkswagen 1200 в 1953 году стало спортивное купе Volkswagen Karmann-Ghia, марка которого была составлена из названий создавших его фирм: дизайн кузова проектировала итальянская компания Carrozzeria Ghia Coachbuilding, а собирался он на немецкой кузовной фирме Karmann GmbH в Оснабрюке. На публике автомобиль Karmann-Ghia впервые появился во время Парижского автосалона 1954 года, продажи начались в следующем, 1955 году.
В 1961 году программа пополнилась новым Volkswagen 1500 с кузовом седан и двигателем увеличенного рабочего объёма, на базе которого выпускались очередные исполнения купе и кабриолета Karmann-Ghia. Всего до 1974 года, когда Karmann-Ghia был снят с производства, было выпущено более 350 тыс. автомобилей, из них около четверти — кабриолеты. Интересно, что за время выпуска изменений в конструкции и дизайне машины было крайне мало, меньше даже, чем у бессмертного прародителя — Beetle.
- 1961 Volkswagen 1500 Limousine (Typ 3)
- 1961 Volkswagen 1500 S Limousine (Typ 3)
- 1963 Volkswagen 1500 Variant (Typ 3)
- 1963 Volkswagen 1500 Fastback (Typ 3)
- 1953 Volkswagen Karmann-Ghia Coupe (Typ 14)
- 1957 Volkswagen Karmann-Ghia Convertible Coupe (Typ 14)
- 1962 Volkswagen Karmann-Ghia Coupe (Typ 34)

В 1965 году Volkswagen AG выкупила у концерна Daimler-Benz компанию Audi, создав концерн Volkswagen AG, известный под аббревиатурой VAG. Позднее в него вошли испанская фирма SEAT и чешский завод Skoda. В настоящее время Audi AG — дочерняя компания концерна Volkswagen AG, которой предоставлена полная самостоятельность.
- 1965 Volkswagen 1600 Fastback (Typ 3)
- 1966 Volkswagen 1600 TS Fastback (Typ 3) — для британского рынка
- 1967 Volkswagen 1600 Variant (Squareback) (Typ 3)

Первым результатом объединения в 1968 году стал Volkswagen-411 с двигателем воздушного охлаждения рабочим объёмом 1679 см³. Модель весьма сдержанно была принята покупателями.
- 1968 Volkswagen 411, 3-дверный Variant (Typ 4)
- 1968 Volkswagen 411, 4-дверный Hatchback (Typ 4)

В 1969 году, после присоединения фирмы NSU, появился первый Volkswagen с передними ведущими колёсами, получивший индекс Volkswagen К-70. Его можно было приобрести с двигателями рабочим объёмом 1594 или 1795 см³. В 1969—1975 годах при сотрудничестве с фирмой Porsche выпускались спортивные автомобили Volkswagen-Porsche-914 с 4- и 6-цилиндровыми двигателями в 1679 и 1991 см³.
В 1969 году был разработан многоцелевой полноприводной Volkswagen Typ 181 со складывающимся тентом, напоминающий Volkswagen Typ 82 Kübelwagen который выпускался во время Второй мировой войны, и был предназначен для использования в армии и государственных службах. Производство было запущено в Вольфсбурге, Германия. Простая и надёжная трансмиссия и подвеска были взяты от Transporter, а от Beetle — скомпонованный сзади двигатель с воздушным охлаждением объёмом 1584 см³ и мощностью 46 л. с. В 1971 году производство Volkswagen typ 181 было перенесено на производственные мощности в город Пуэбла, Мексика. В Мексике автомобиль был представлен, как Volkswagen Safari и Volkswagen Tracker. В США автомобиль был представлен в 1972 году, уже как «The Thing» (из-за наличия на рынке США автомобиля Pontiac «Safari» Station Wagon) и в трёх цветовых вариантах: «Blizzard White» («ослепительно белый»), «Sunshine Yellow» («солнечно-жёлтый») и «Pumpkin Orange» («тыквенно-оранжевый»). В 1974 году был выпущен Acapulco «The Thing» с улучшенной компоновкой, более мощным двигателем объёмом 1679 см³ (55 л. с.), съёмным тентом из плексигласа и мягкими сиденьями. Но, он не смог пройти нововведённых тестов на безопасность в США. В 1975 году выпуск Volkswagen Typ 181 был прекращён (всего было выпущено порядка 25 тыс. автомобилей). Развитием Volkswagen Typ 181 в 1979 году стал лёгкий полноприводной армейский автомобиль Volkswagen lltis.

### 1970—1980-е годы

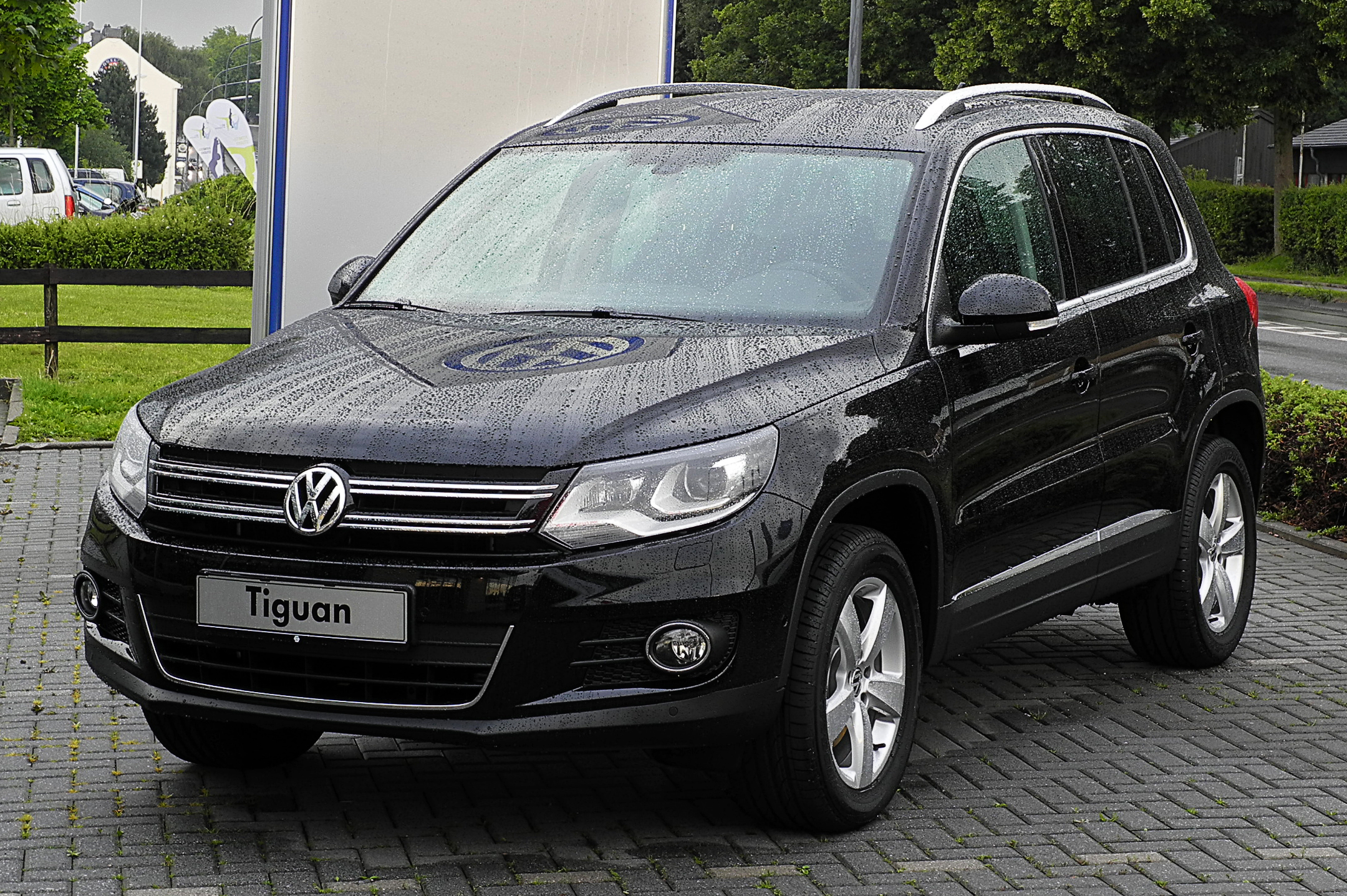
Volkswagen Tiguan

Родоначальником нового поколения автомобилей VW считается переднеприводной Volkswagen Passat, выпущенный в 1973 году. Он предлагался в многочисленных вариантах с двигателями рабочим объёмом от 1297 до 1588 см³. На следующий год появился спортивный Volkswagen Scirocco с 3-дверным кузовом хетчбэк и моторами объёмом от 1093 до 1588 см³, а также компактный 3- и 5-дверный хетчбэк VW Golf. За первые 30 месяцев выпуска с конвейера сошёл 1 млн машин VW Golf, превратив Volkswagen AG в одного из крупнейших изготовителей автомобилей в Европе. В 1979 году появился кабриолет Volkswagen Golf, неизменно пользовавшийся высоким спросом.
- 197 Volkswagen 412, 3-дверный Variant (Typ 3)
- 197 Volkswagen 412, 4-дверный Hatchback (Typ 4)
- 197 Volkswagen São Paulo-2 Coupe (Golf GTI)

В том же 1973 году VW начал производство сосисок «карривурст». Сосиски включены в каталог деталей под номером «199 398 500A».
Модель Golf I, появившаяся в 1974 году, оказалась наиболее удачной: современная, экономичная, надёжная, именно такая модель могла расшевелить международный рынок. VW Golf ознаменовал собой новый этап конкуренции в производстве класса компактных автомобилей, которые стали почти официально называться «гольф-классом». Если за время разработки новых моделей в 1973—1974 годы убытки концерна превысили 800 млн немецких марок, то уже в 1975 году за счёт большого спроса на них удалось покрыть все затраты. Всего через 3 года после запуска Volkswagen Golf I был произведён миллионный автомобиль этой марки. В 1983 году увидел свет Volkswagen Golf II, а восемь лет спустя, в 1991 году, дебютировал Volkswagen Golf III, который, как и предыдущие модели, поддержал высокую репутацию VW Golf. За двадцать три года с начала выпуска было выпущено 17 млн VW Golf трёх поколений. В 1995—1996 годах Golf II лидировал по числу продаж в Европе. В 1997 году состоялся дебют нового Volkswagen Golf IV, только в первые дни после которого было принято более 60 тыс. заказов.
В начале 1975 года представили «младшего брата» VW Golf — трёхдверный переднеприводной Volkswagen Polo, аналогичный по конструкции автомобилю Audi 50 и предлагавшийся с двигателями рабочим объёмом 895—1272 см³. Недорогой и практичный VW Polo также стал очень популярным и укрепил финансовое положение Volkswagen AG. На базе VW Polo предлагался трёхобъёмный вариант с кузовом седан Volkswagen Derby. 
С 1980 года на базе Golf II производилась модель Volkswagen Jetta с кузовом 4-дверный седан. В 1992-м она была заменена аналогичной машиной (уже на шасси Golf III), названной Volkswagen Vento.
В 1981 году VW Passat и Scirocco были модернизированы, а через год на базе VW Passat появился седан Santana, в оснащение которого впервые входил 5-цилиндровый бензиновый двигатель рабочим объёмом 1994 см³.
В период 1988—1995 годов собиралось единственное в программе 3-дверное купе Volkswagen Corrado, преемник Scirocco.

### 1990-e годы
Модели Volkswagen Variant с кузовом универсал и кабриолет на шасси машин VW Golf третьего поколения продолжают выпускаться с 1993 года. Модели Variant Syncro с 1,8-, 2,0- и 2,8-литровыми моторами имеют полноприводные шасси.
Компактная модель VW Polo третьего поколения (VW Polo III) производится с 1994 года. Кузова 3- и 5-дверный хетчбэк, седан Polo Classic и 5-дверный универсал Variant. Двигатели бензиновые и дизельные 4-цилиндровые рабочим объёмом 1,0—1,9 л мощностью 50—101 л. с.
Комфортабельное семейство Vento первого поколения оборудуется 4- и 6-цилиндровыми моторами в 1,6—2,8 л мощностью 75—174 л. с.
Универсал повышенной вместимости Volkswagen Sharan производится с 1995 года в 5—7-местном исполнениях, на передне- и полноприводном шасси. Мощность бензиновых и дизельных двигателей рабочим объёмом 1,9—2,8 л в пределах 90—174 л. с.
Семейство моделей VW Passat пятого поколения (VW Passat V) было показано в 1996 году. В отличие от предыдущих машин, выпускавшихся с 1988 года, они вновь унифицированы с однотипными Audi моделей «А4» и «А6». Это позволило применить более мощные и современные силовые агрегаты Audi продольного расположения. Модели VW Passat производятся только с кузовами седан и 5-дверный универсал Variant и оснащены 4-, 5- и 6-цилиндровыми бензиновыми и дизельными моторами в 1,6—2,8 л мощностью 90—193 л. с. Несколько моделей Variant в комплектации Syncro имеют полноприводные шасси.
В 1999 вышла модель комфортабельного седана Volkswagen Bora.
Несколько предприятий Volkswagen AG в Бразилии, Мексике, Аргентине и Китае изготовляют ряд моделей, существенно отличающихся от европейской продукции. Среди них модели Volkswagen Gol, Volkswagen Parati и Santana, созданные на шасси моделей VW Golf и VW Passat предыдущих поколений.
Мексиканский филиал продолжает производство модели 1,6i типа Beetle с 1,6-литровым двигателем в 44 л. с., а с начала 1998 года освоен выпуск принципиально нового переднеприводного автомобиля Volkswagen Lupo на шасси моделей VW Golf, внешне похожего на известного Beetle.

### 2000-e годы
C 2000 года начат выпуск Sharan нового поколения; в 2001 году начат выпуск обновлённого VW Polo. Микроавтобусы типа T4 сходили с конвейера до 2002 года. К этому времени было выпущено 8,5 млн автомобилей VW Transporter.
В 2003 году Мексиканский филиал компании VW прекратил производство автомобиля Beetle. В том же году было начато производство автомобилей T5. На данный момент на базе VW T5 выпускаются следующие модели: Transporter, Volkswagen California, Caravelle и Multivan.
В 2002 году снят c производства кабриолет Volkswagen Golf Cabriolet. В том же году начат выпуск седана класса люкс Volkswagen Phaeton. Также начинают выпускать 5-дверный внедорожник Volkswagen Touareg.
В 2003 году начат выпуск 5-дверного минивэна Touran, построенного на платформе VW Golf V и кабриолета Volkswagen New Beetle. Также был обновлён Multivan, который был поставлен на новую платформу T5. В 2004 году начато производство 4-дверных минивэнов Caddy III и 5-дверных хетчбэков Volkswagen Polo Fun.
В 2005 году прекратился выпуск Bora. Вместо него сейчас выпускается Jetta. Также в 2005 году прекращён выпуск универсала Golf III. Вместо него выпускается VW Golf IV и пикап с аналогичным названием. В том же году начат выпуск 3- и 5-дверного хетчбэка Volkswagen Fox и обновление VW Polo.
В 2005 году компания прекратила выпуск Lupo. К концу 2009 года Volkswagen планируют представить новый автомобиль Volkswagen up, который должен стать заменой VW Lupo. В том же году начат выпуск Volkswagen GolfPlus. Были обновлены модели Volkswagen New Beetle и кабриолет VW New Beatle Cabrio.
C 2006 года компания начала выпуск купе-кабриолетов Volkswagen EOS. Автомобиль имеет жёсткую складную крышу с полноценным люком. Крыша автомобиля складывается-раскладывается за 25 с. Объём багажника — 380 литров. Как и все современные кабриолеты, Eos оснащается механической защитой пассажиров на случай опрокидывания — при необходимости за пассажирами в течение 0,25 с появляется силовая штанга.
С 2007 года компания начала выпуск кроссовера Volkswagen Tiguan который выпускается в трёх комплектациях: Trend&Fun, Sport&Style, Track&Field. Также в 2007 появились Touareg после рестайлинга и Golf Variant новых поколений. Ещё обновились две модели: GolfPlus и Touran которые теперь называются Volkswagen CrossGolf и Volkswagen CrossTouran соответственно.
В 2008 году начато производство 3-дверных купе Scirocco и 4-дверного купе VW Passat CC. Был обновлён 3- и 5-дверный хетчбэк VW Golf.

### 2010-e годы
В 2015 году концерн Volkswagen открыл завод производства бензиновых двигателей Volkswagen в Калуге. На заводе «с нуля» собираются 1,6-литровые атмосферные моторы(в будущем и 1.4-литровые), на территории завода также находится автомобильное производство Volkswagen и ŠKODA.
В 2018 году новый Volkswagen Touareg (третье поколение) представят в рамках автосалона в Пекине-2018. Ожидается, что в гамме силовых агрегатов новинки будут значиться бензиновые и дизельные моторы объёмом 2,0 и 3,0 литра. Кроме этого, у машины будет гибридная версия.
В апреле 2018 года компания Volkswagen представила во Франции новый полностью электрический гоночный автомобиль I.D. R Pikes Peak. Этот автомобиль был создан для участия в гонке по подъёму на вершину Пайкс-Пик (Pikes Peak International Hillclimb), по одной из самых сложных гоночных трасс в мире, ведущей к вершине горы, расположенной в Колорадо, США. Представители компании Volkswagen сообщили, что автомобиль I.D. R Pikes Peak разгоняется с 0 до 100 километров в час за 2,25 секунды, что ставит его в один ряд с суперкарами Bugatti и гоночными автомобилями Formula-1. Вес автомобиля составляет 1134 килограмма (2500 фунтов) и за счёт использования систем регенеративного торможения назад в аккумуляторы автомобиля будет возвращаться до 20 процентов от израсходованной энергии. Также накануне автосалона в Шанхае компания презентовала новый электрический кроссовер Volkswagen Roomzz, оснащённый беспилотной системой четвёртого уровня и ставший самой большой моделью в линейке I.D. Производство хотят начать в 2020 году.
В 2022 году компания представит новую модель пикапа Amarok. Известно, что автомобиль вырастет почти на 100 миллиметров, а кроме того, станет шире, грузоподъёмность около тонны.

### 2020-е годы
В начале сентября 2024 года Volkswagen впервые в истории заявил о том, что рассматривает возможность закрытия своих заводов в Германии. Аналитики ранее предполагали, что ими станут площадки в Оснабрюке, Нижней Саксонии, Дрездене и Саксония. Также компания сообщила, что вынуждена прекратить программу гарантий занятости, не позволявшую сокращать рабочие места до 2029 года, которая действовала с 1994 года. Эти планы стали очередным ударом по политике канцлера Германии Олафа Шольца. По мнению Карстен Бржески, руководителя отдела макроэкономики в ING Research, такие решения Volkswagen стали последствиями многолетней экономической стагнации.

### Программа развития компании
16 марта 2021 года компания представила глобальную программу развития на ближайшее десятилетие. Она включает в себя масштабные инвестиции в производство батарей и постоянное наращивание доли электромобилей среди продаж концерна. Главная цель Volkswagen — лидерство на рынке электромобилей уже к 2025 году.
Ранее, в 2019 году, Volkswagen и компания Ford учредили альянс для совместной разработки коммерческой техники, включая электрокары и автопилоты. В рамках альянса компании инвестировали 2,6 млрд долларов в стартап Argo AI, который занимается разработкой систем автопилотирования.
В 2023 году в Дюссельдорфе на выставке Caravan Salon состоится премьера Volkswagen California Concept — предсерийного образца автокемпера на базе гибридного длиннобазного микроавтобуса Volkswagen Multivan последнего поколения. Ожидалось, что семейство заводских домов на колёсах будет расширено за счёт электромобиля, однако компания отложила дебют электрокемпера ID.Buzz, проблемой стала чрезмерная масса модели по сравнению с версией с ДВС.

## Текущие модели Volkswagen

### Европа

Модели Volkswagen в Европе
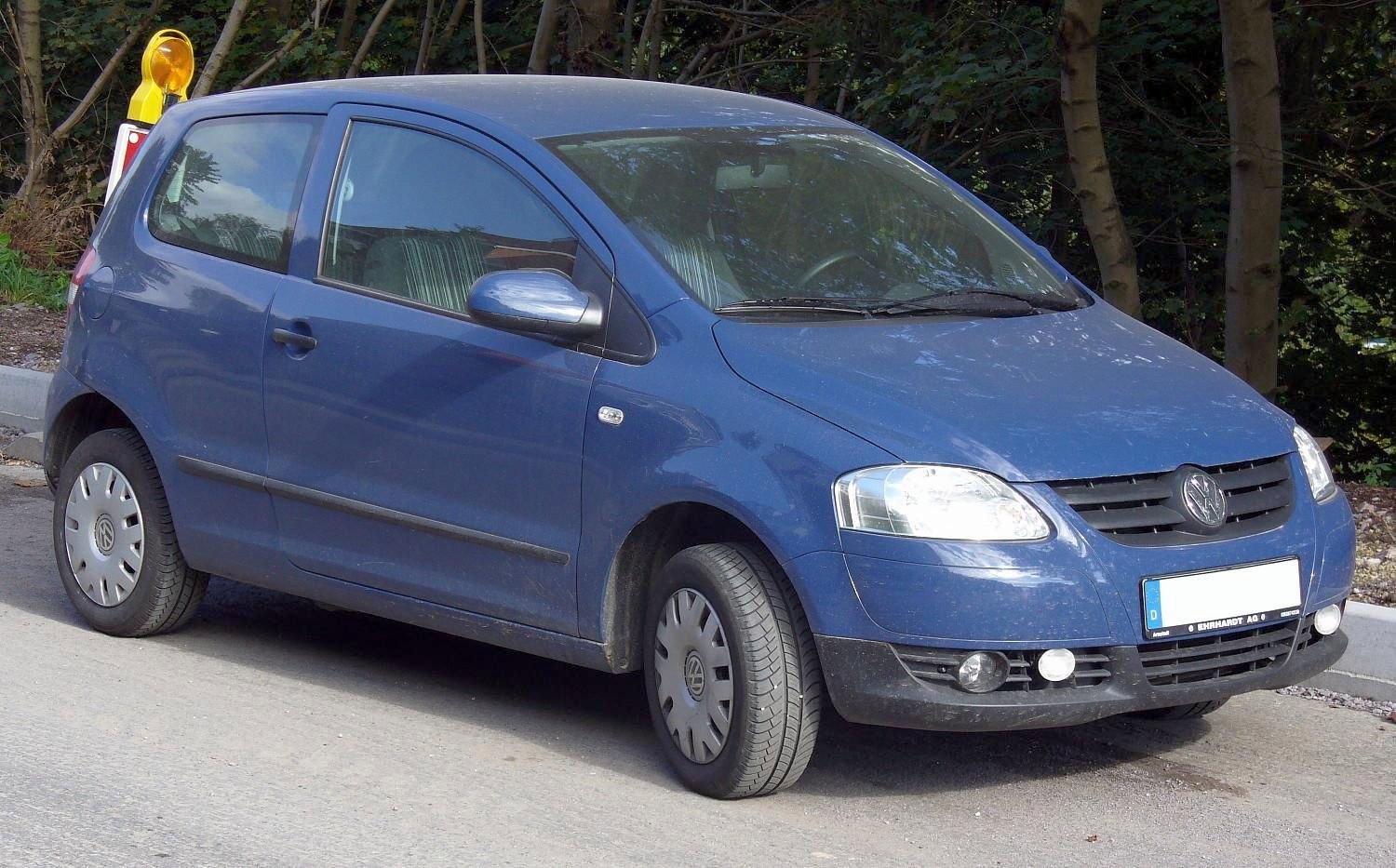
Fox
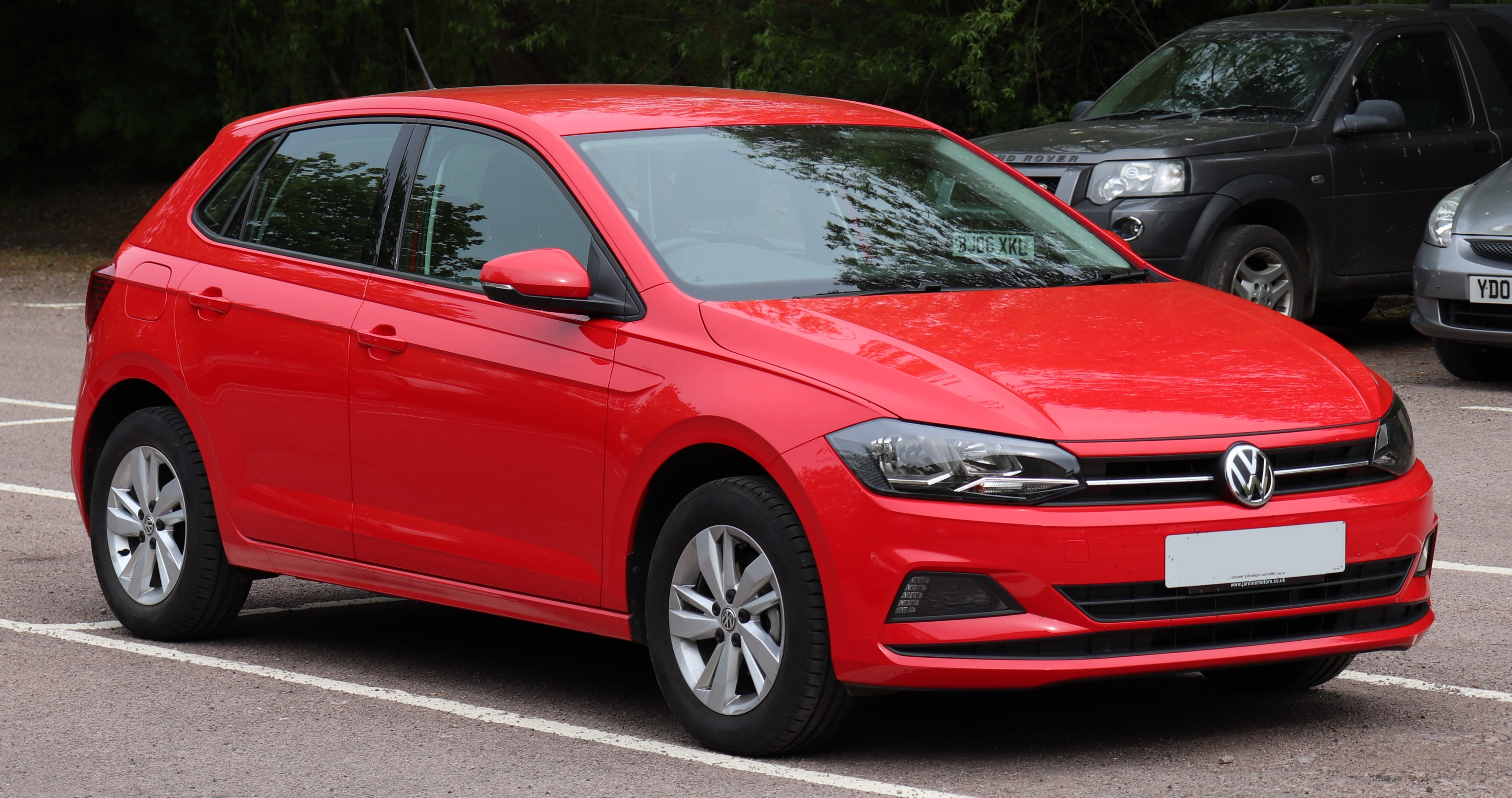
Polo Mk6
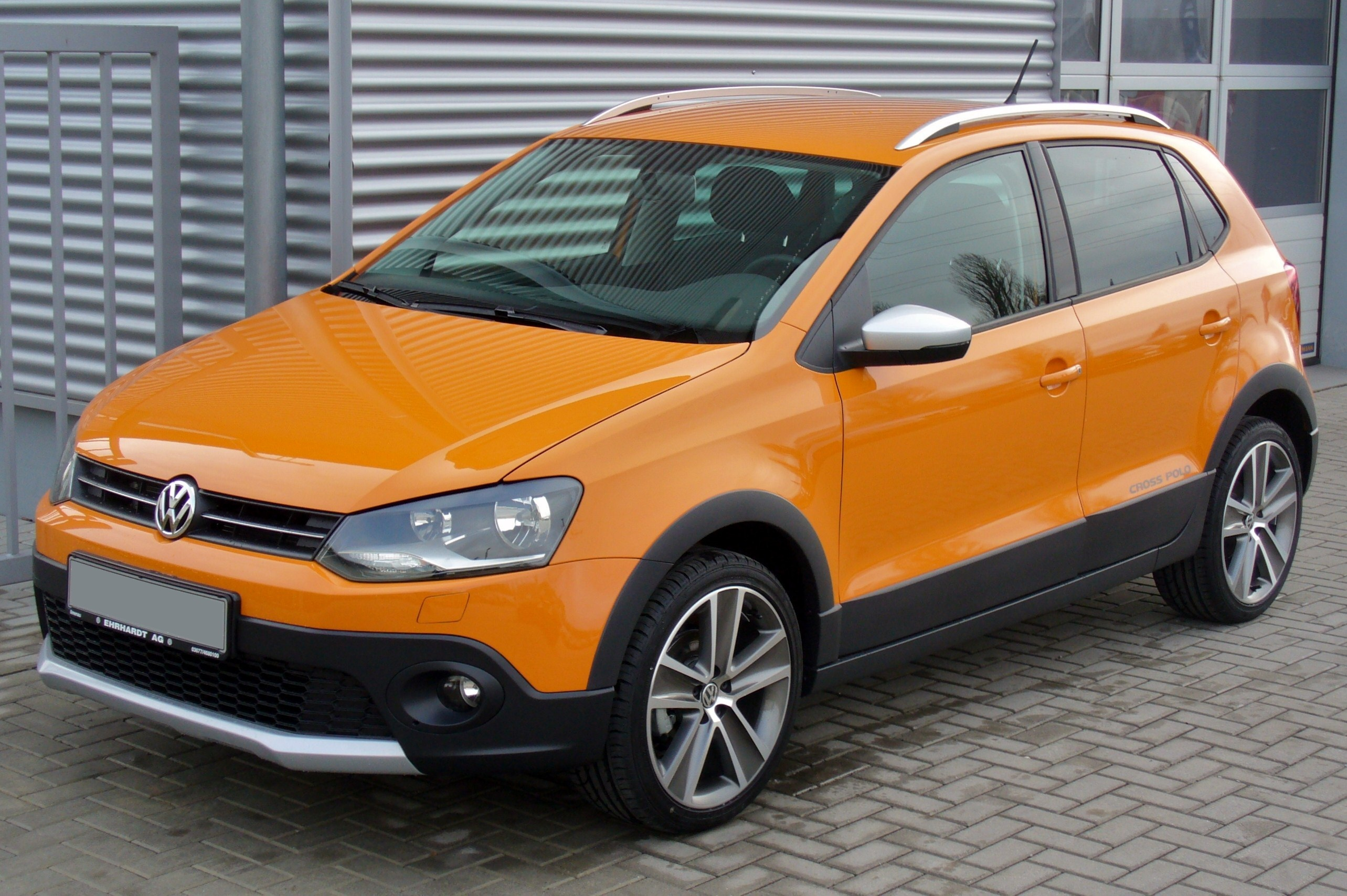
CrossPolo
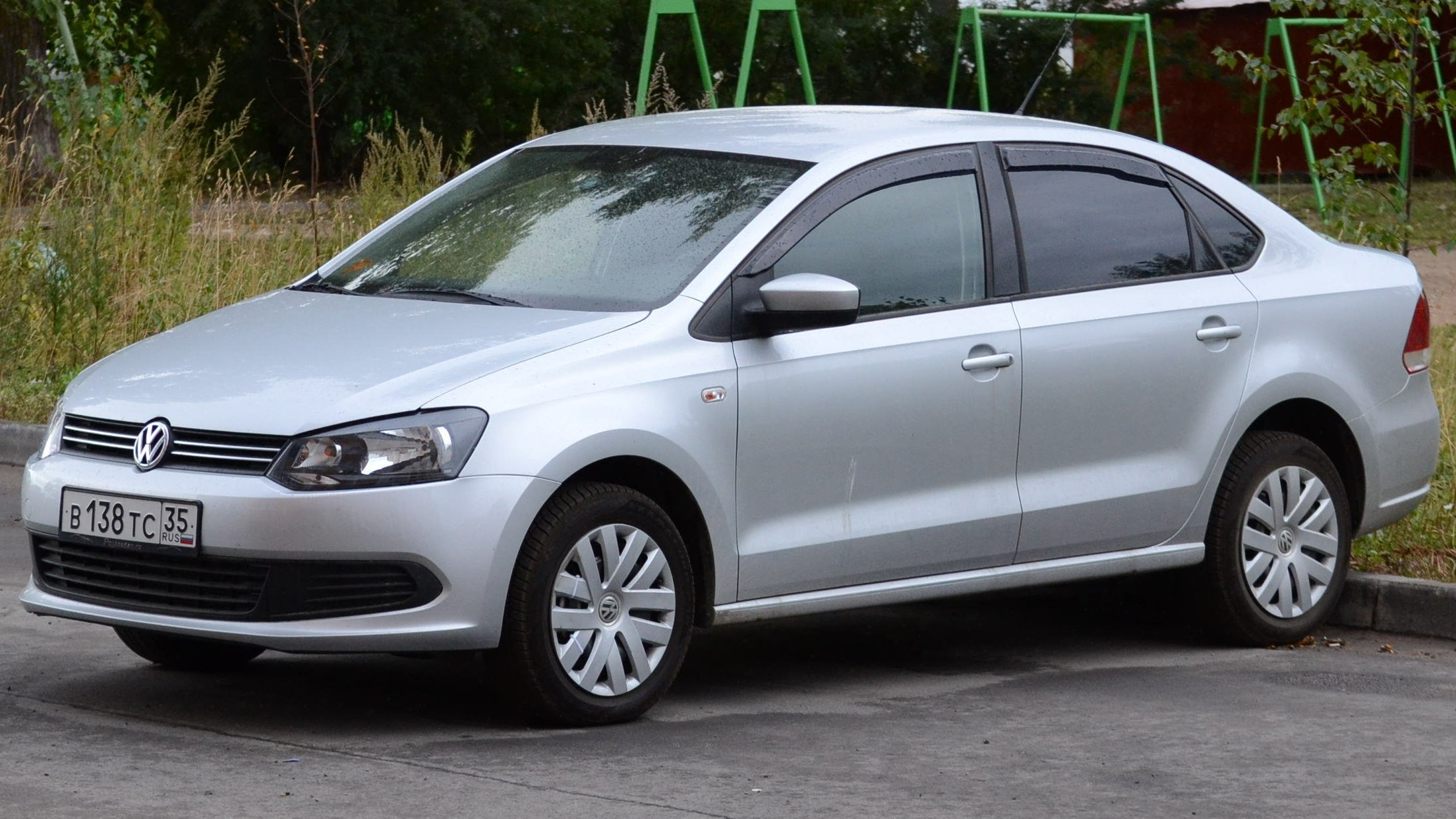
Polo Sedan
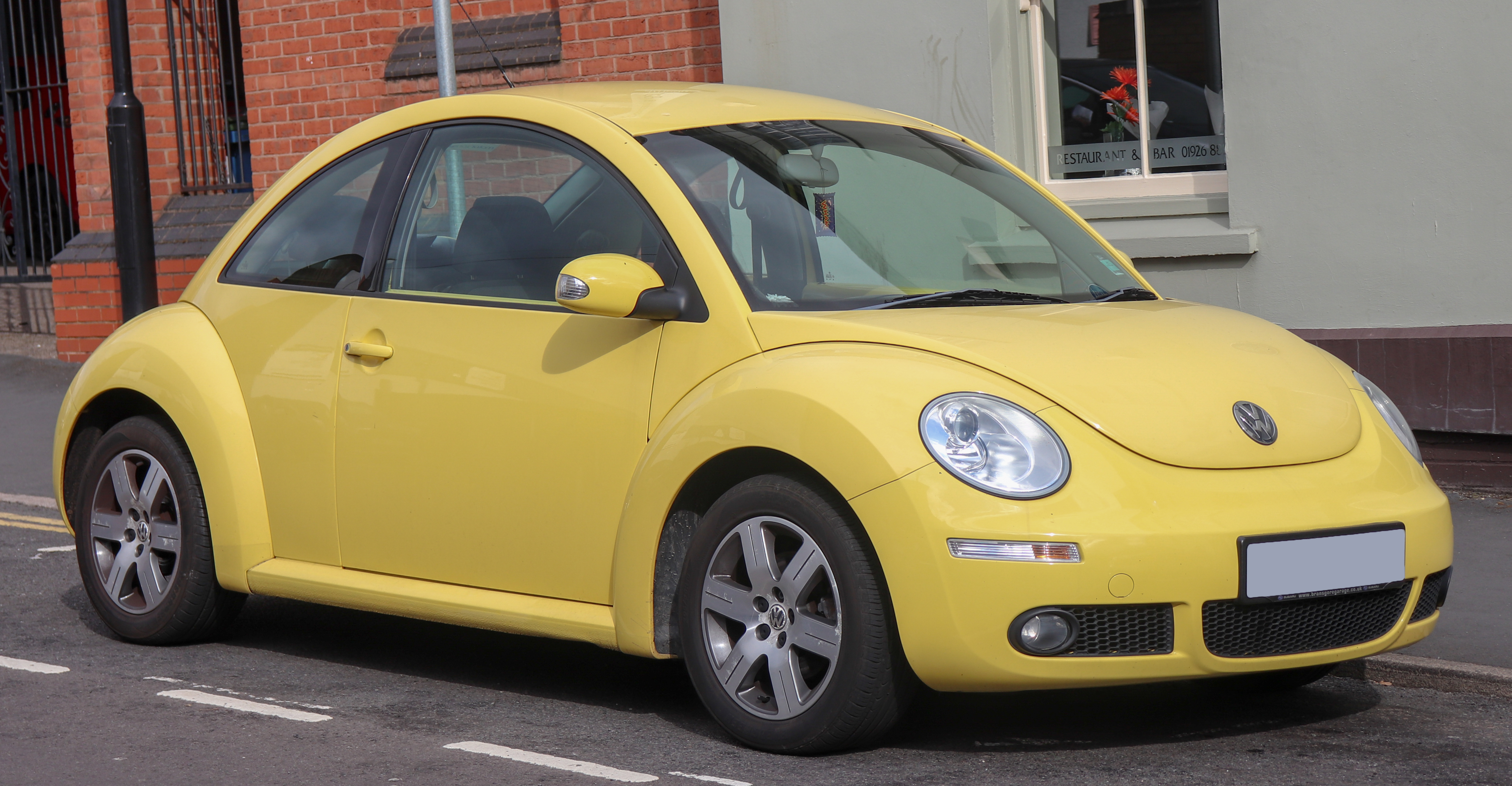
New Beetle
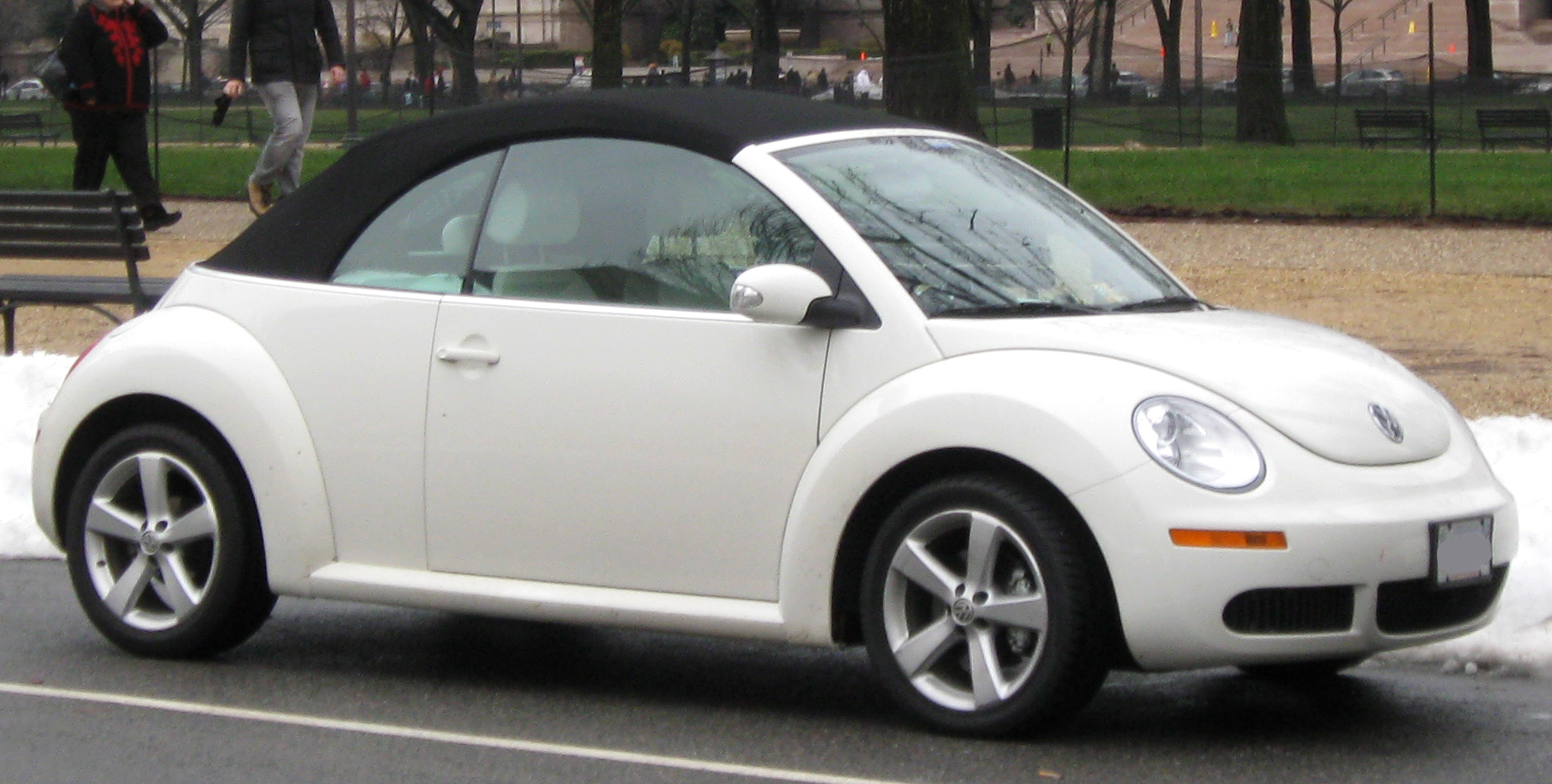
New Beetle Convertible
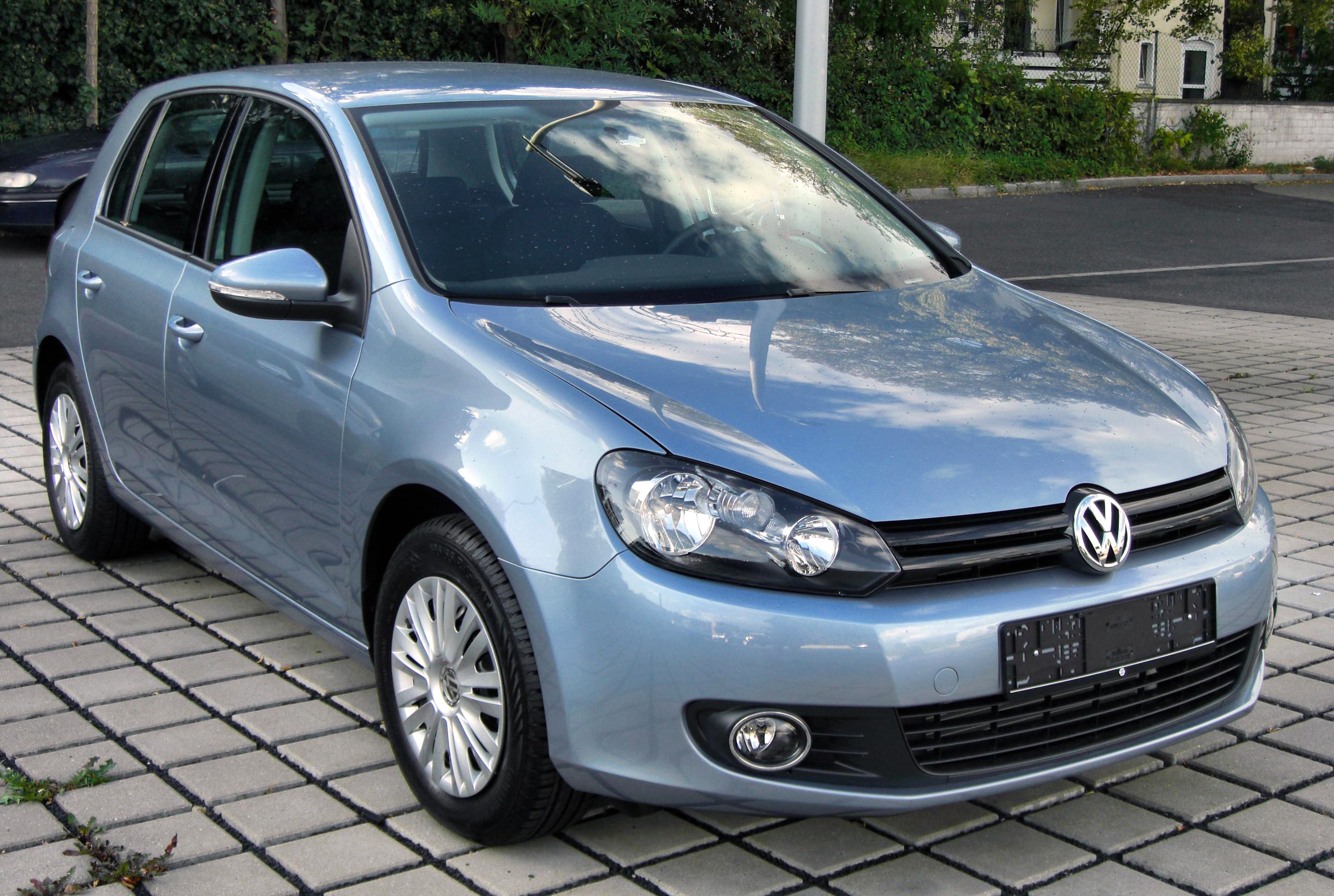
Golf
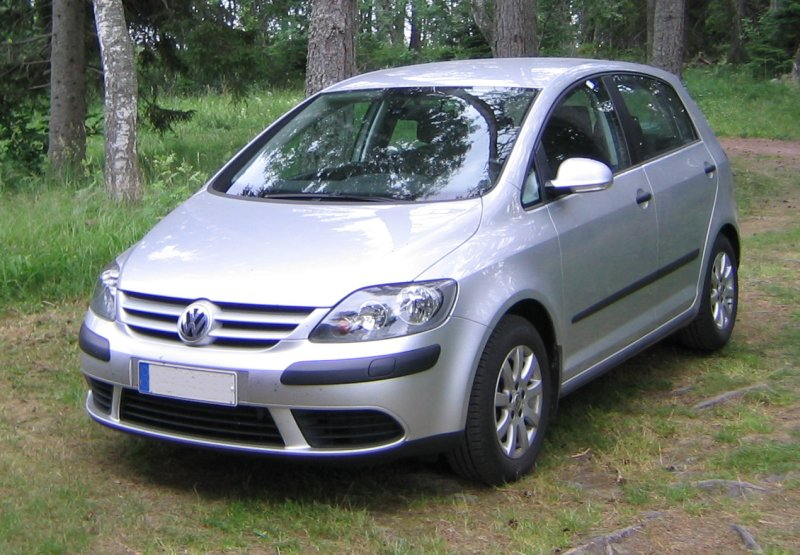
Golf Plus
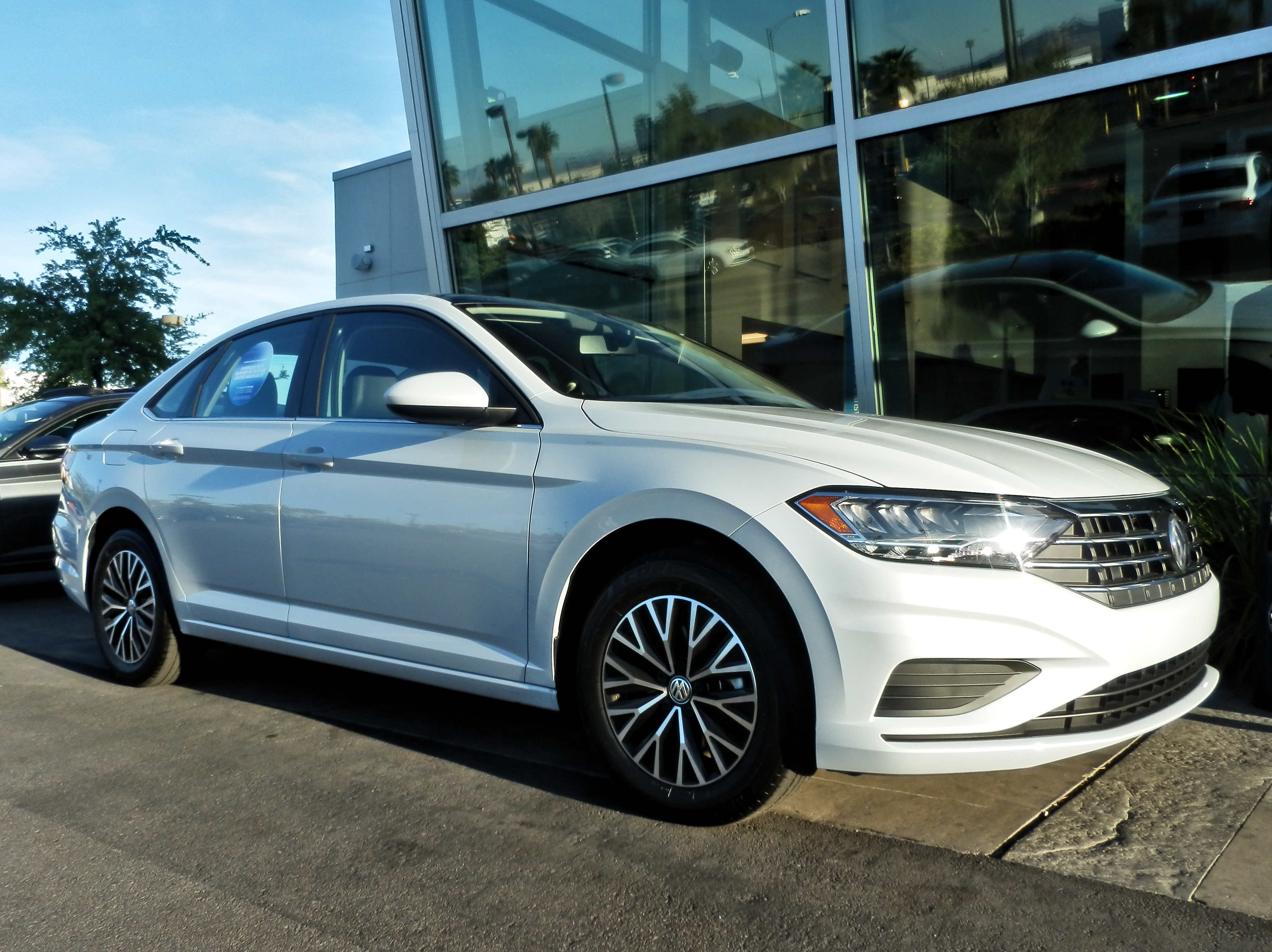
Jetta
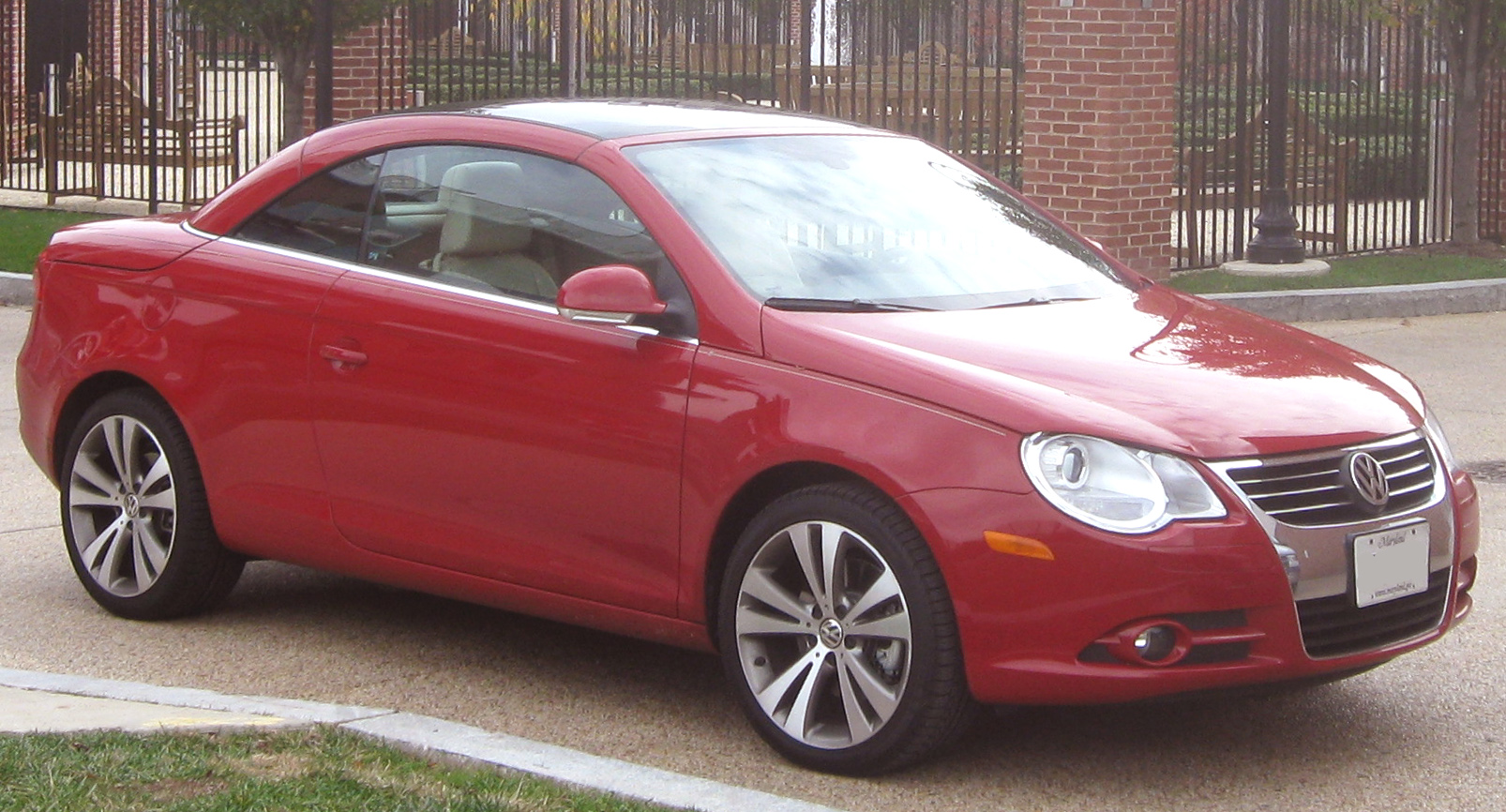
Eos
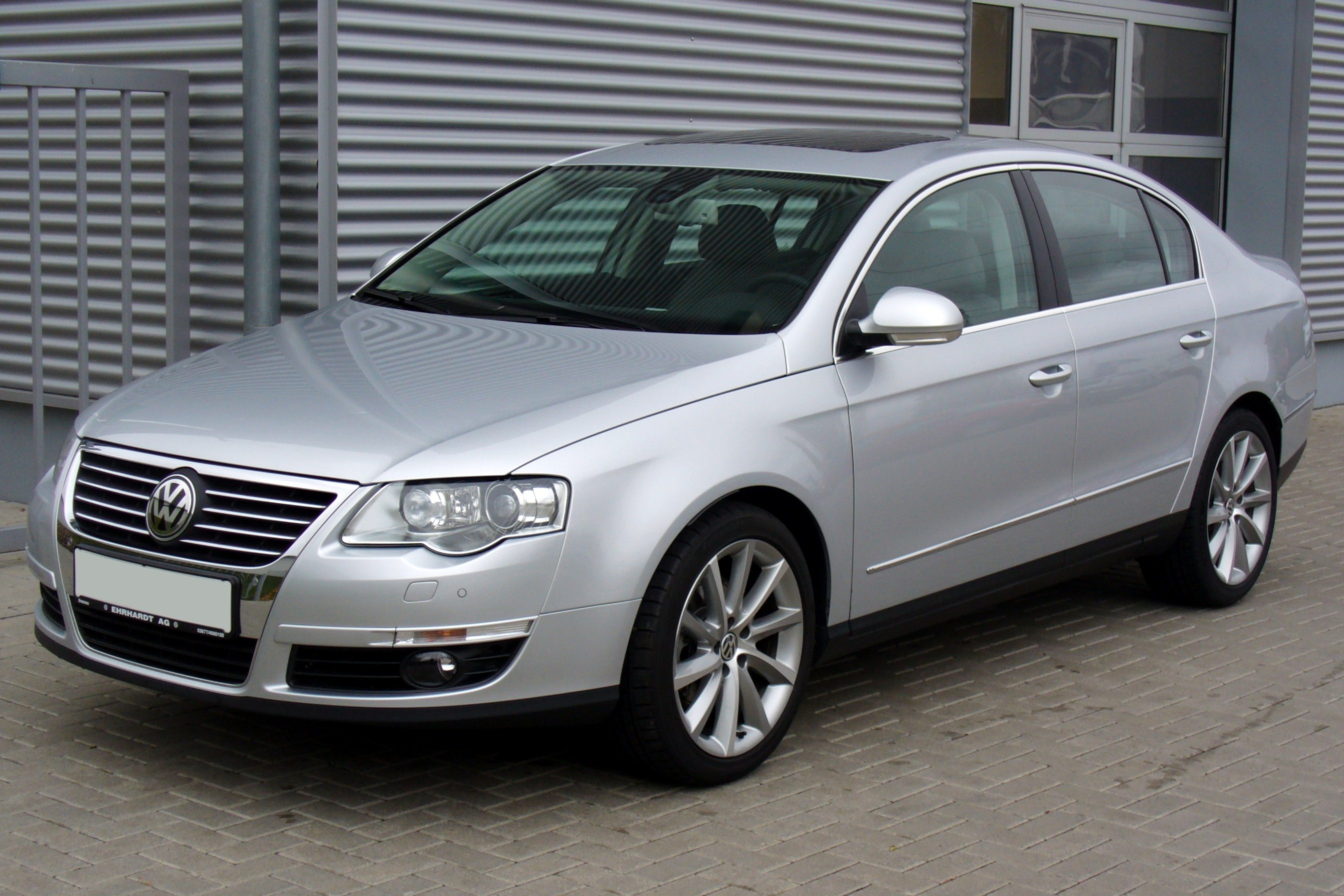
Passat
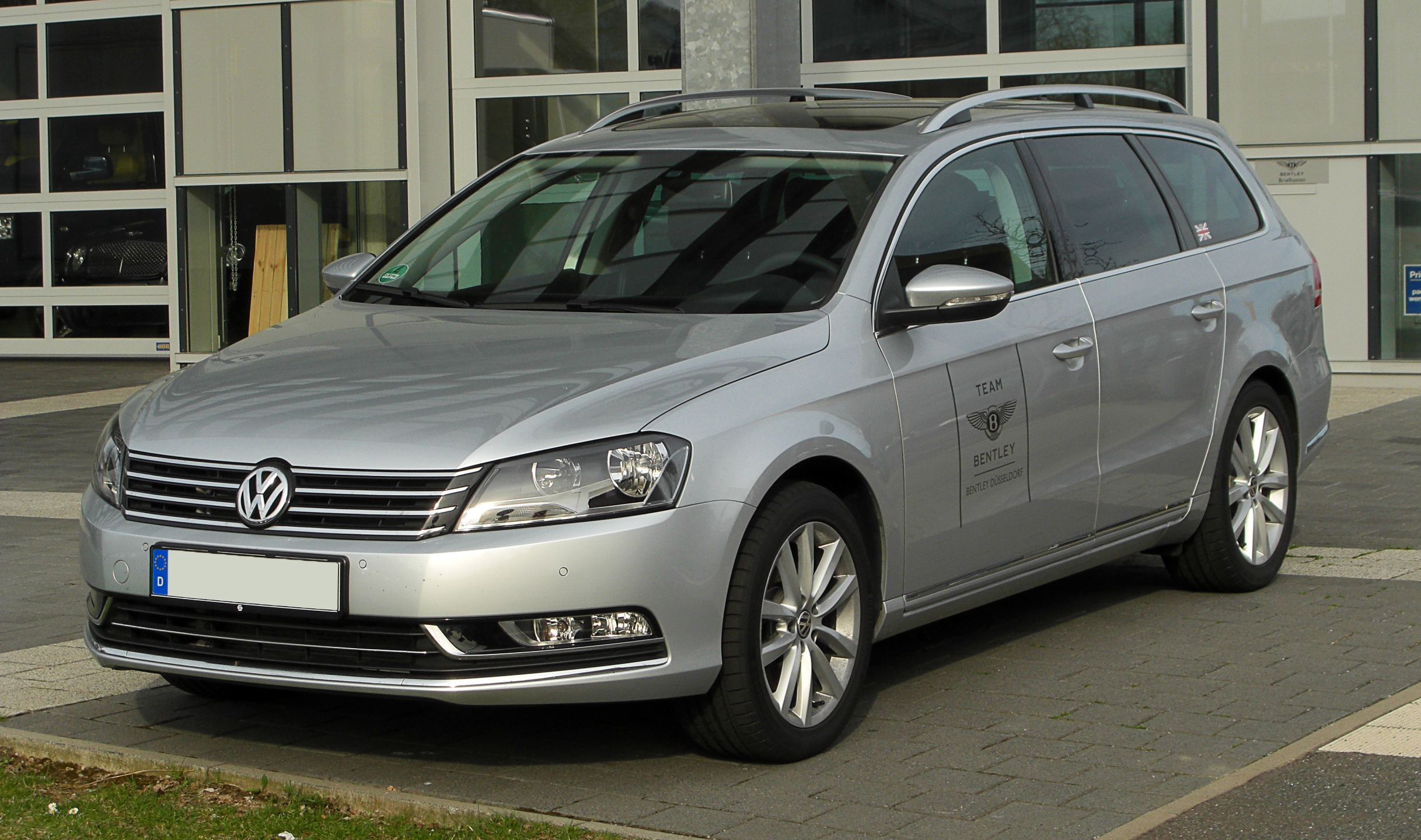
Passat Variant
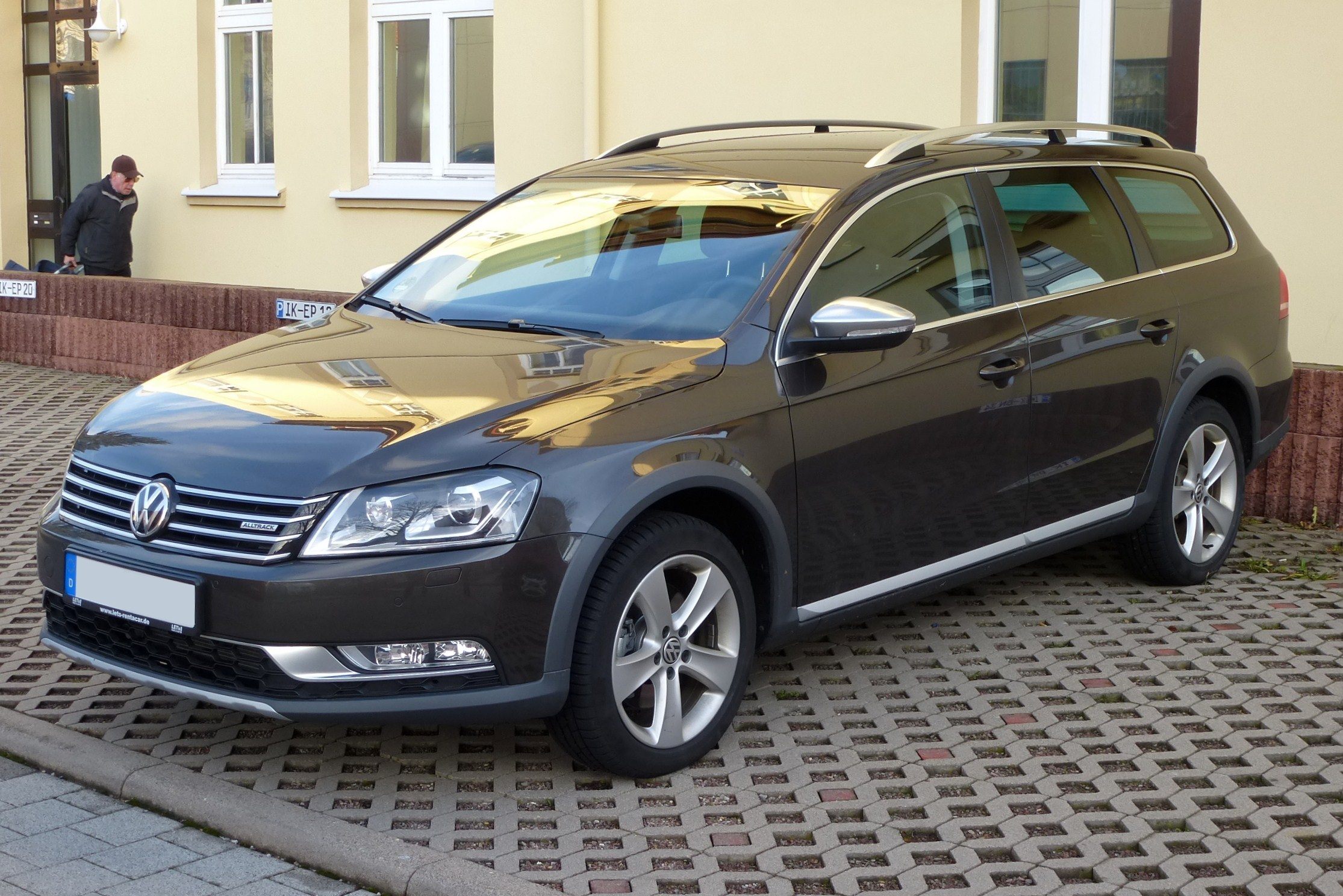
Passat Alltrack
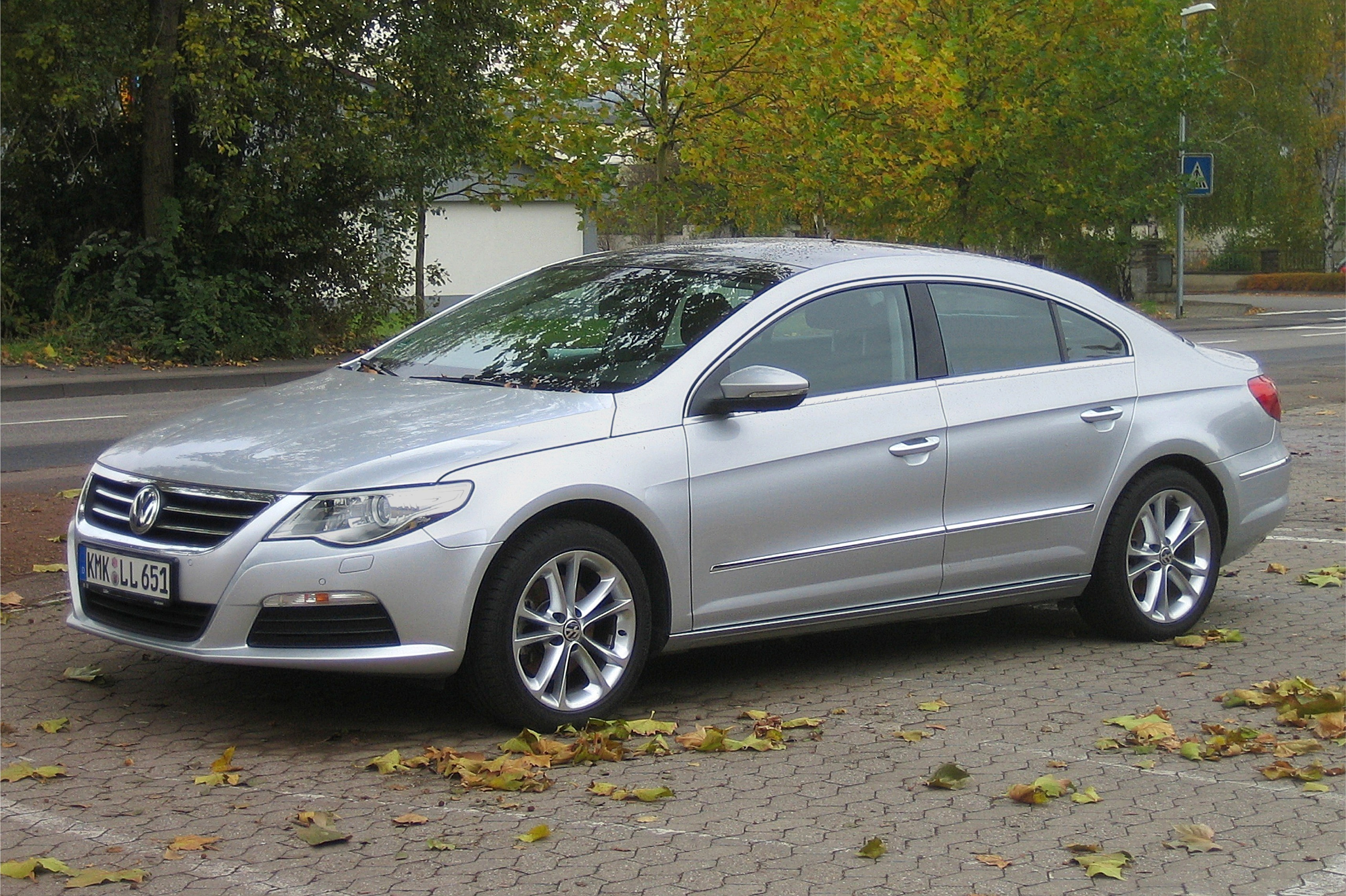
Passat CC
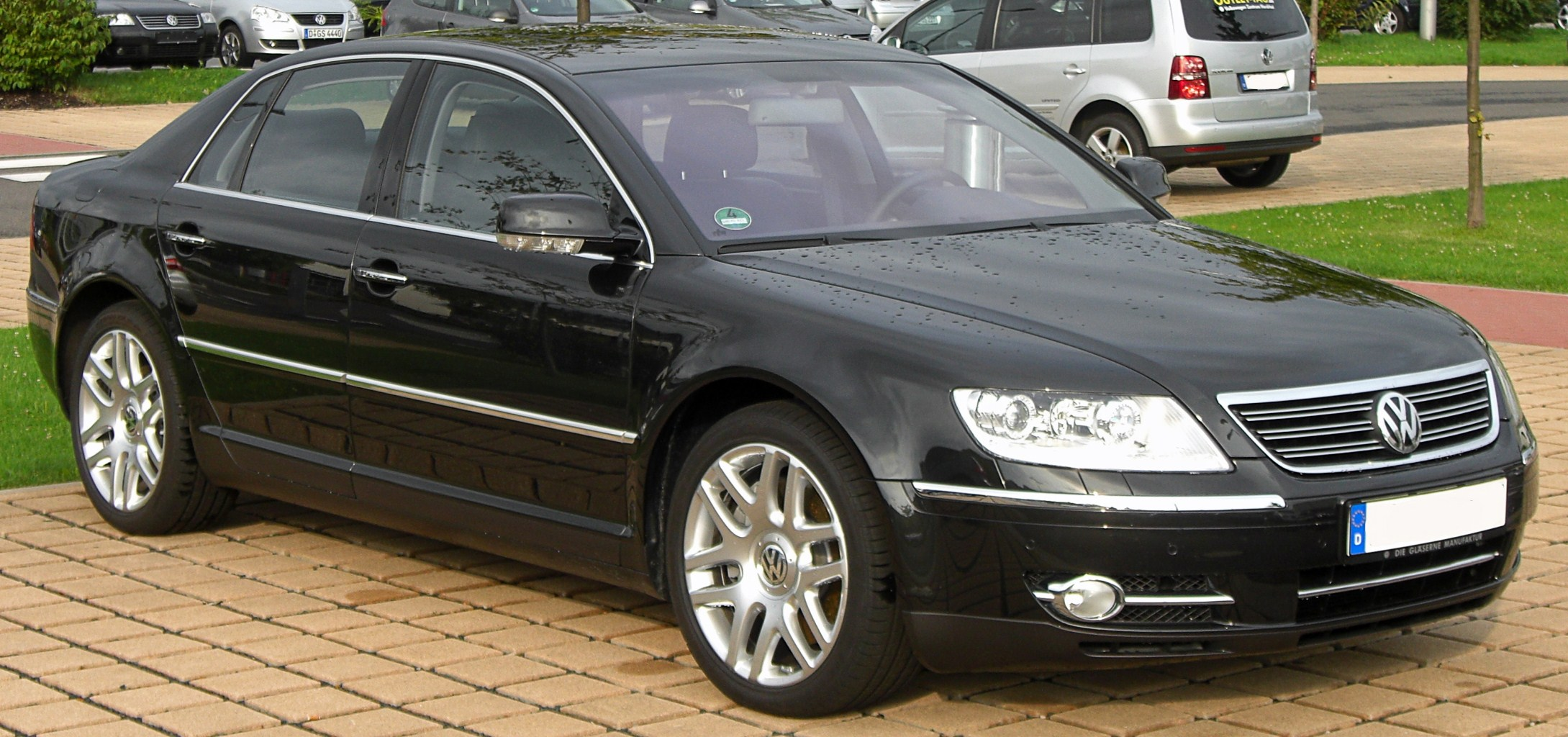
Phaeton
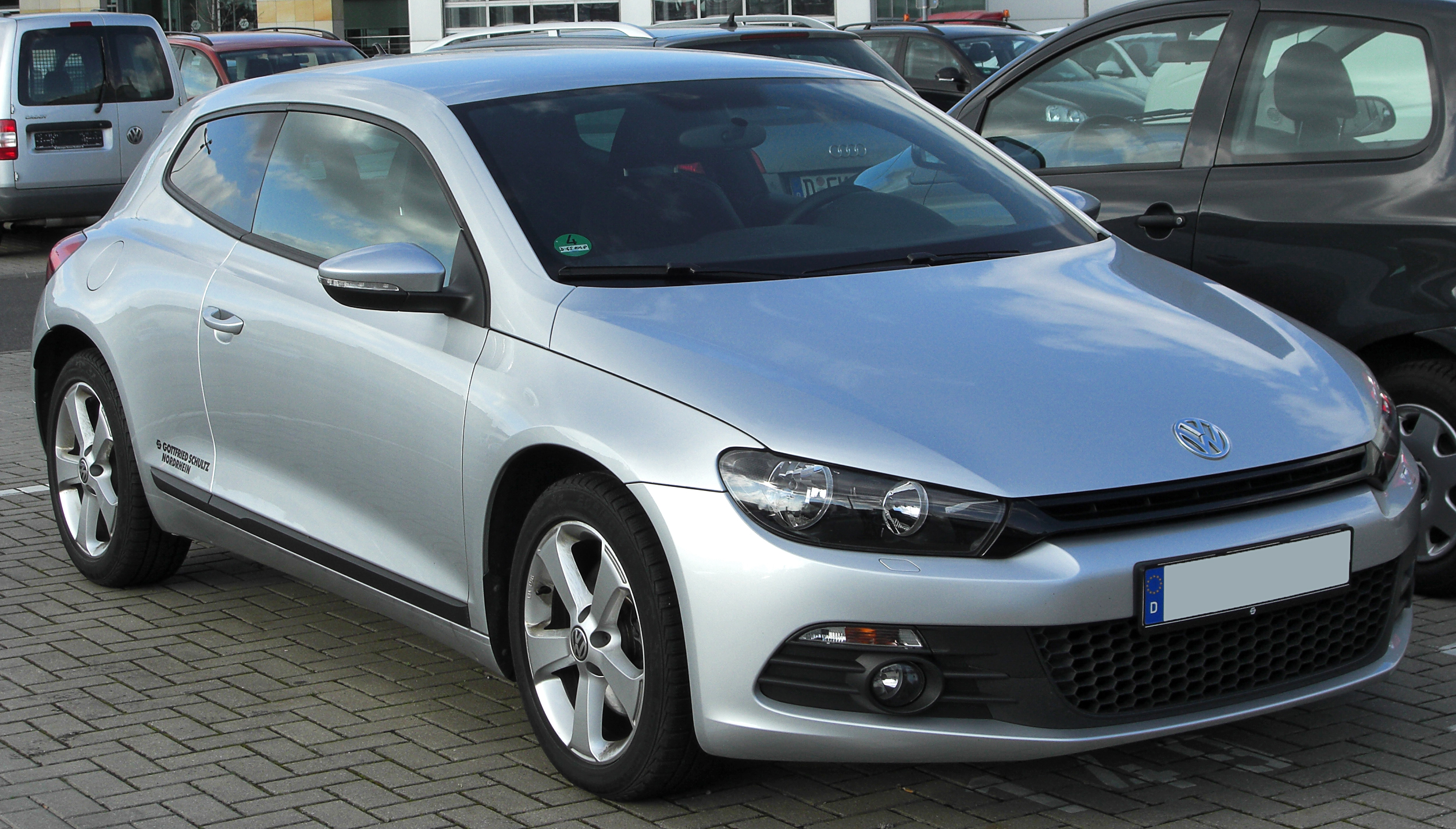
Scirocco
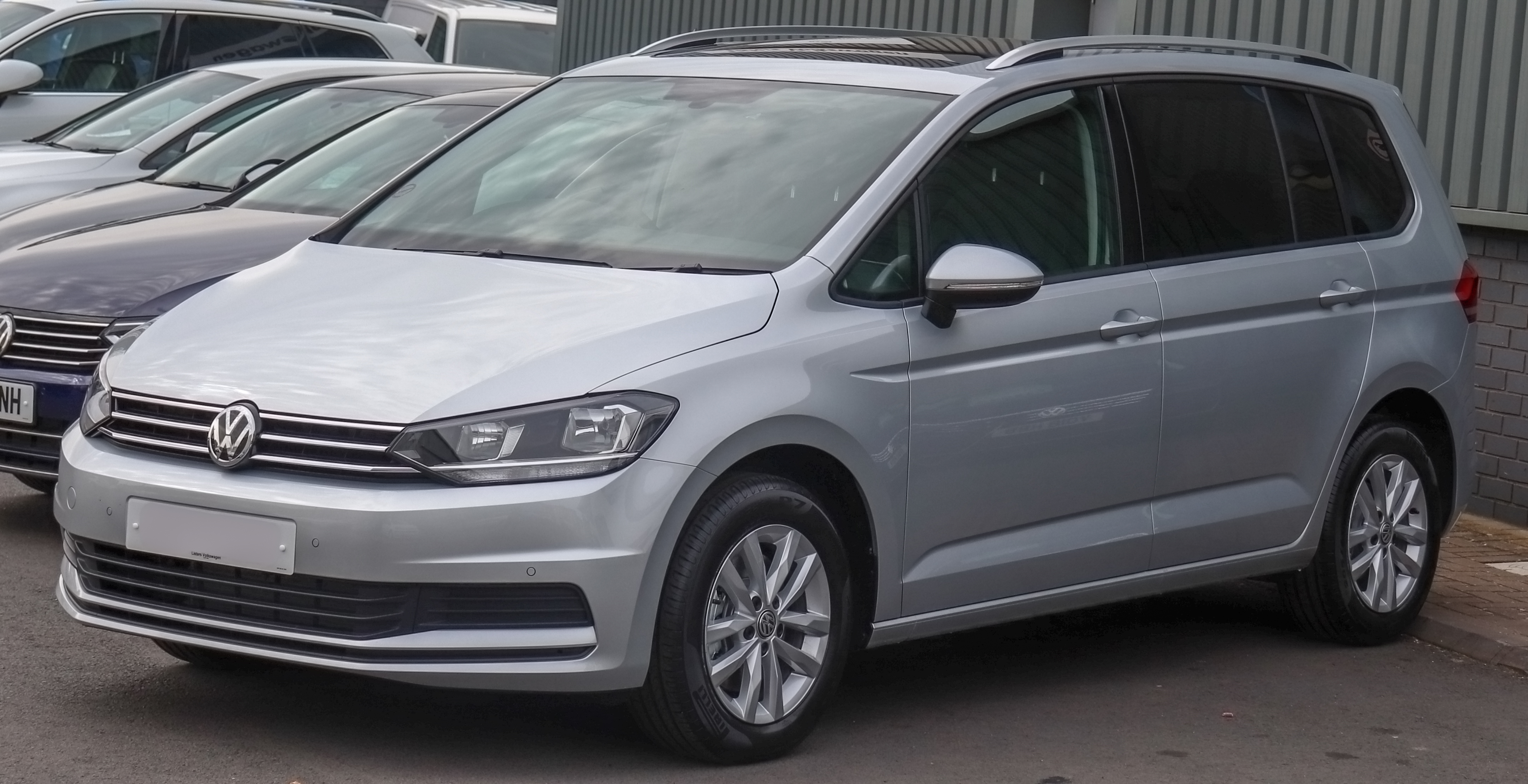
Touran
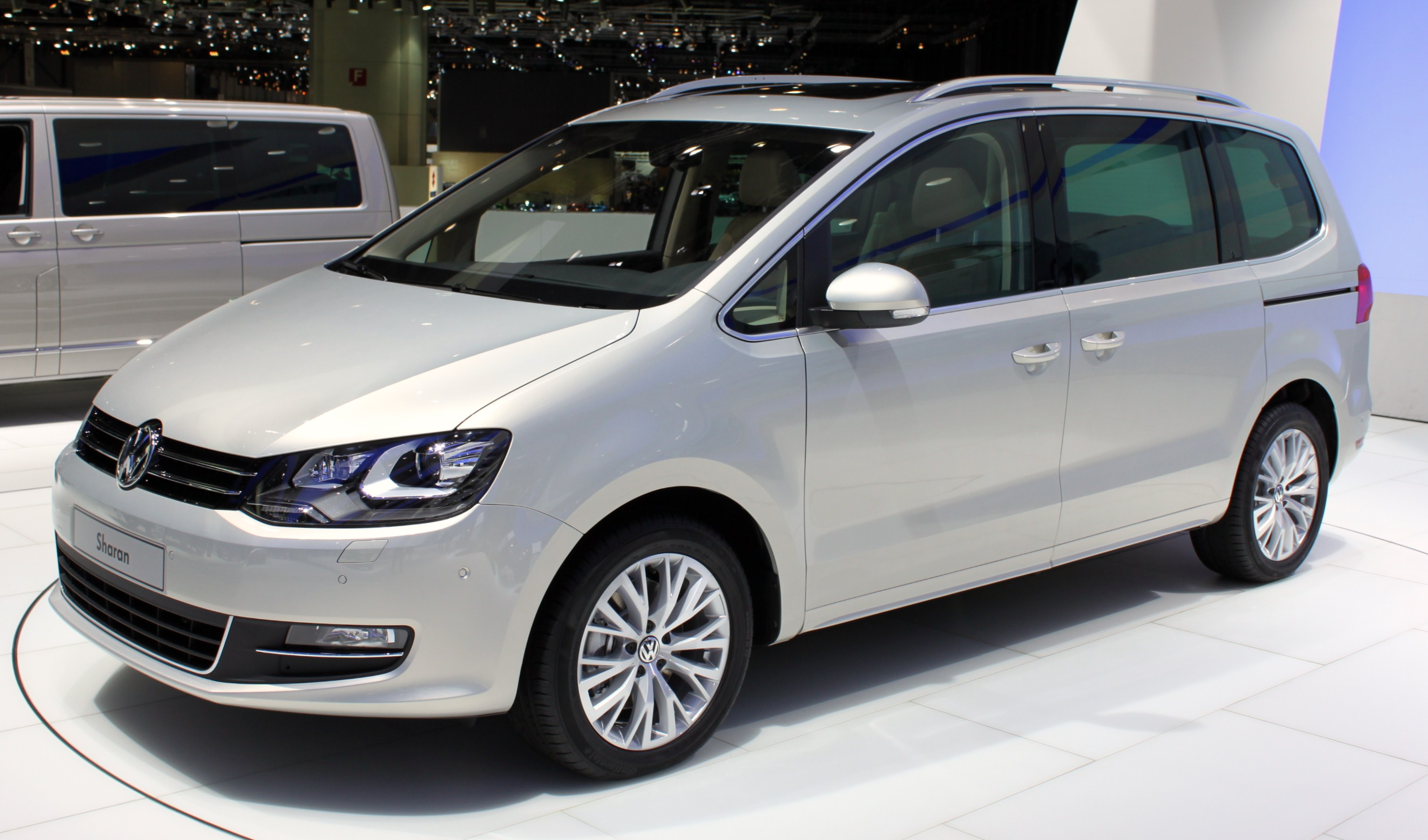
Sharan
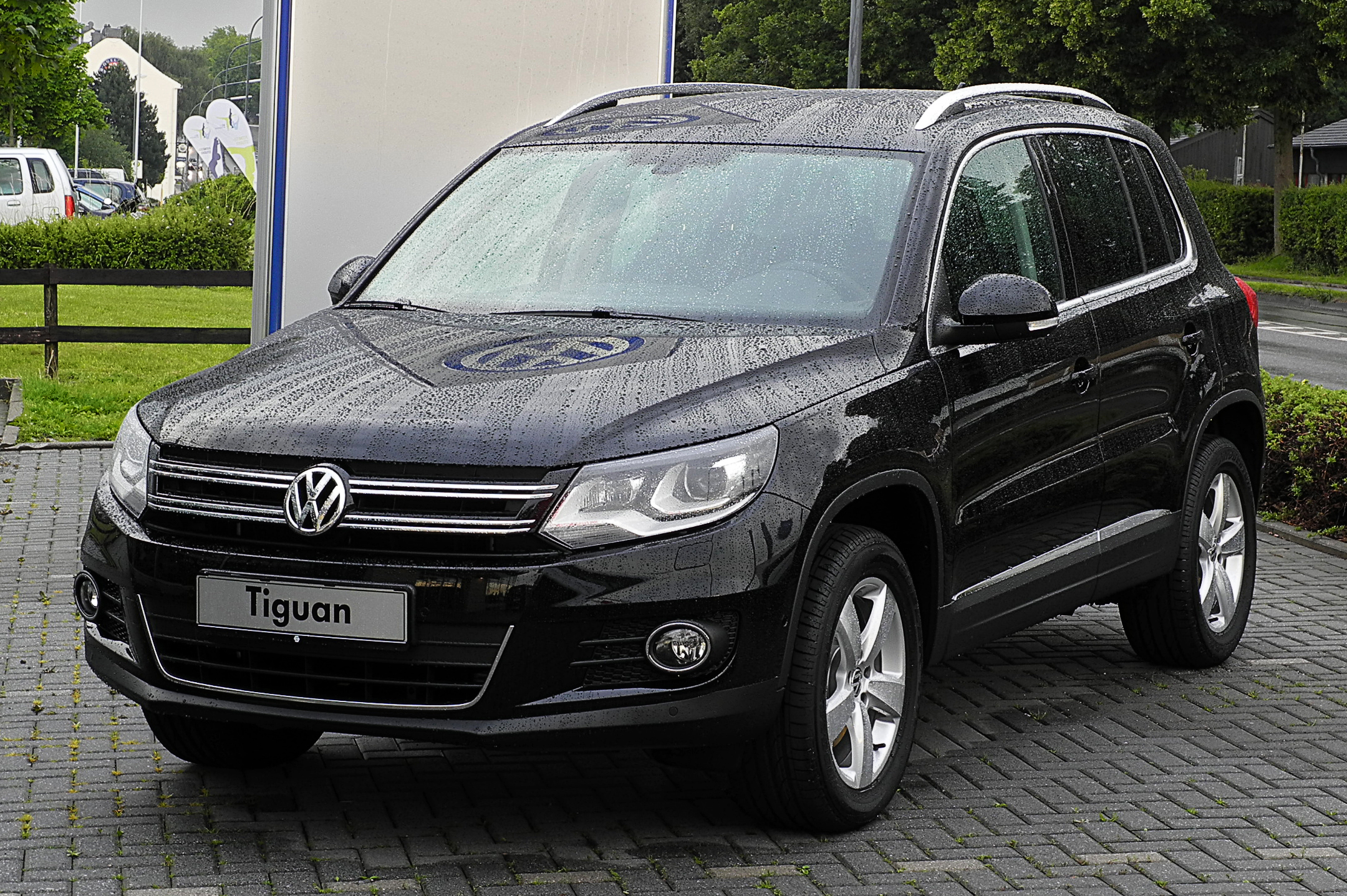
Tiguan
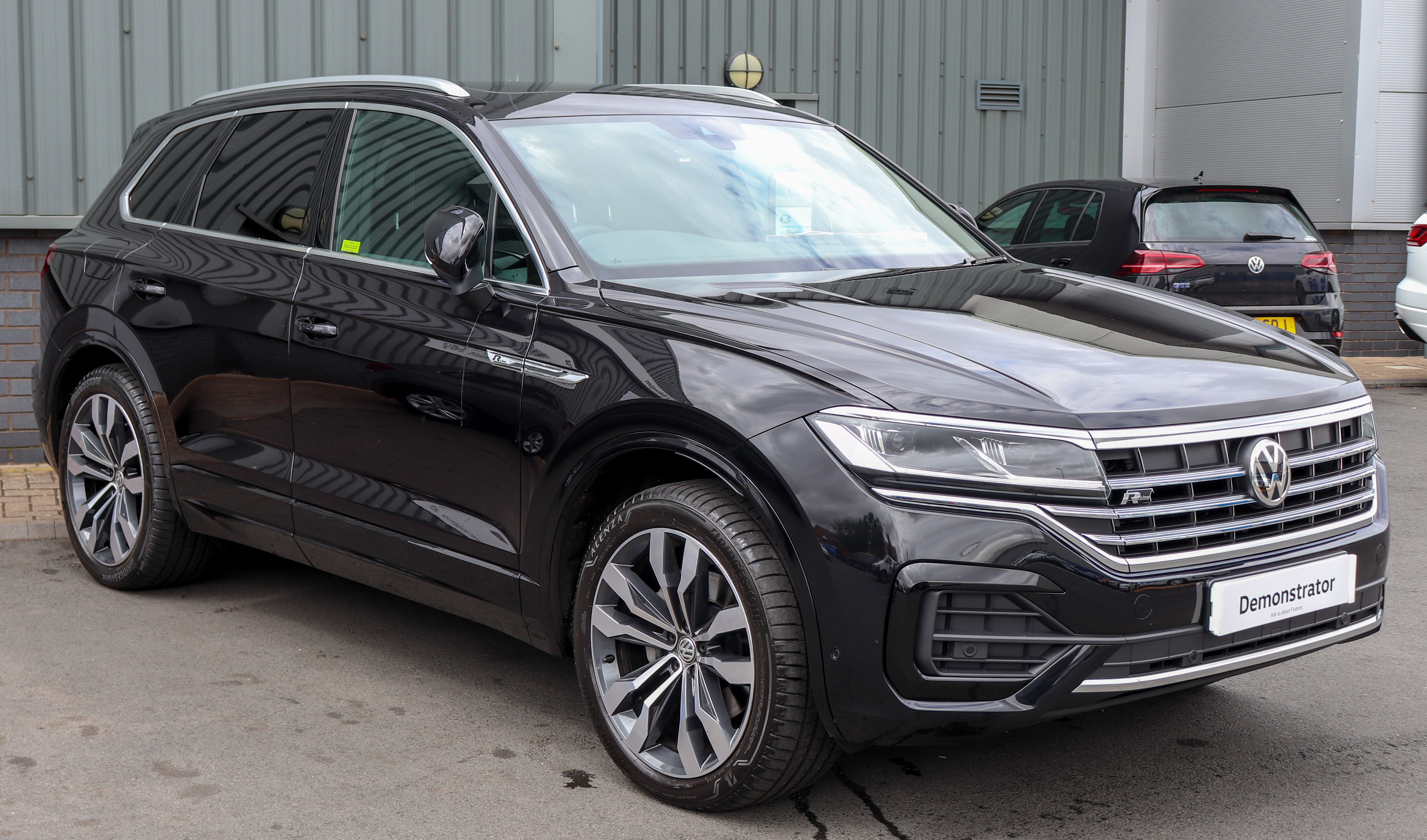
Touareg
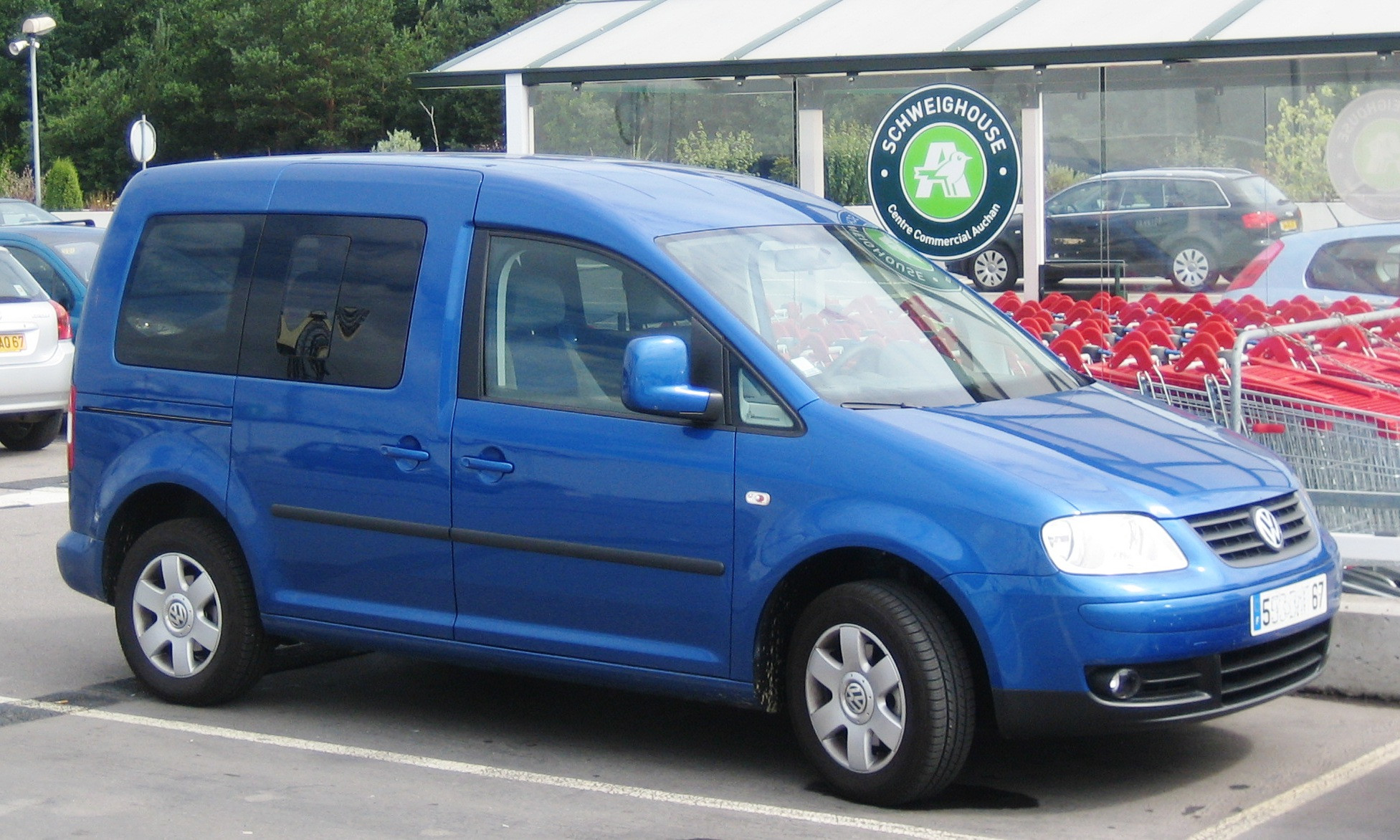
Caddy Life
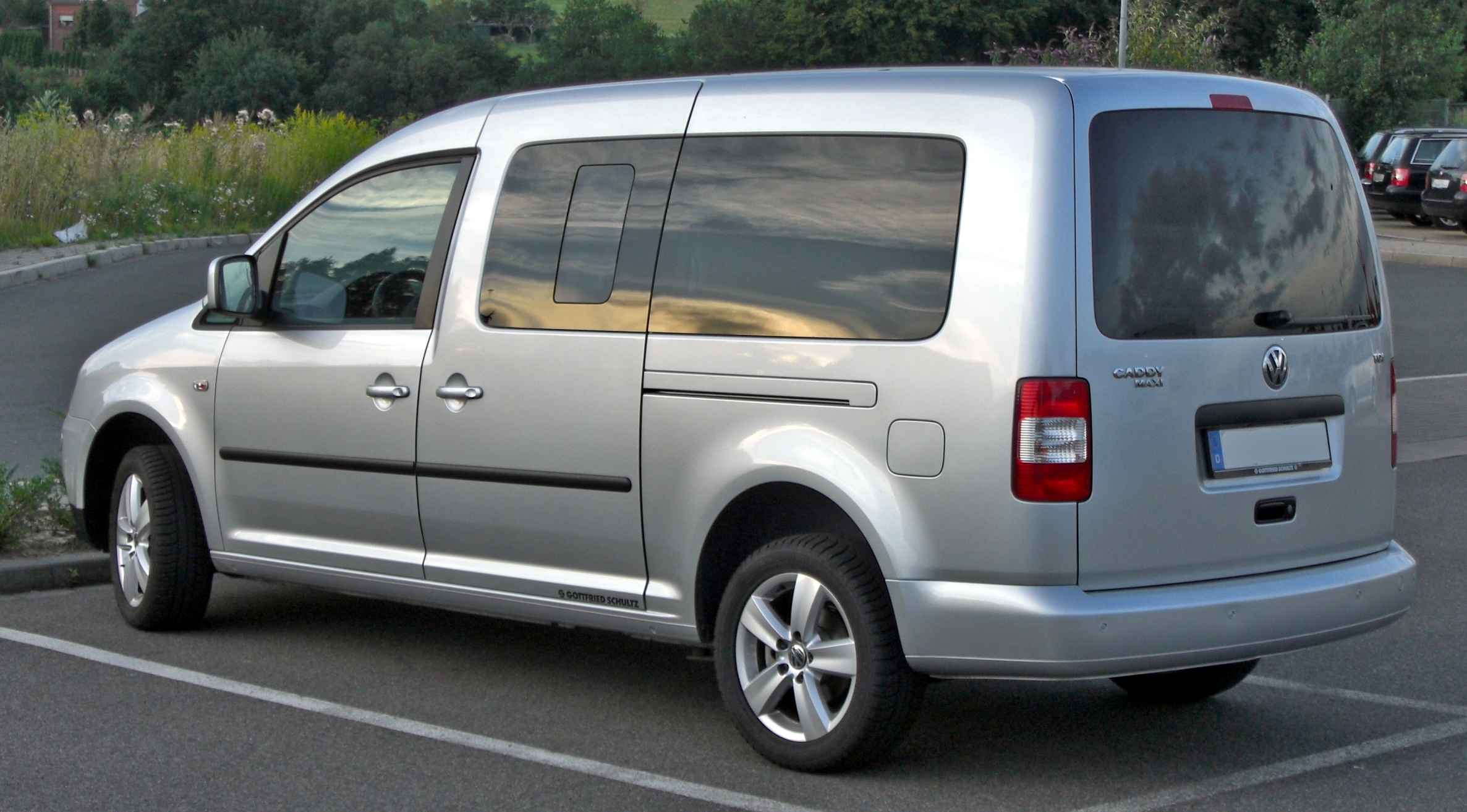
Caddy Life Maxi
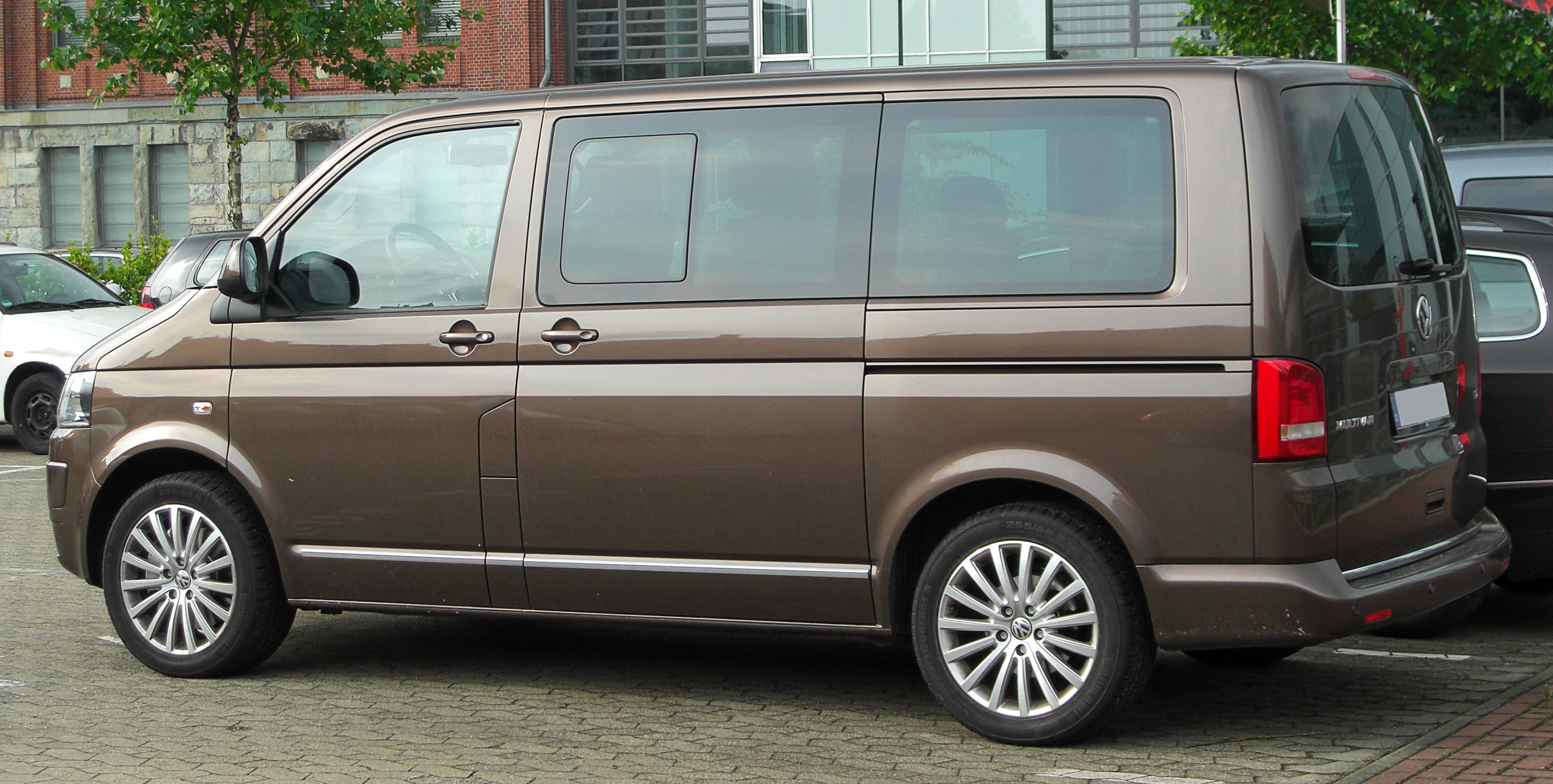
Multivan
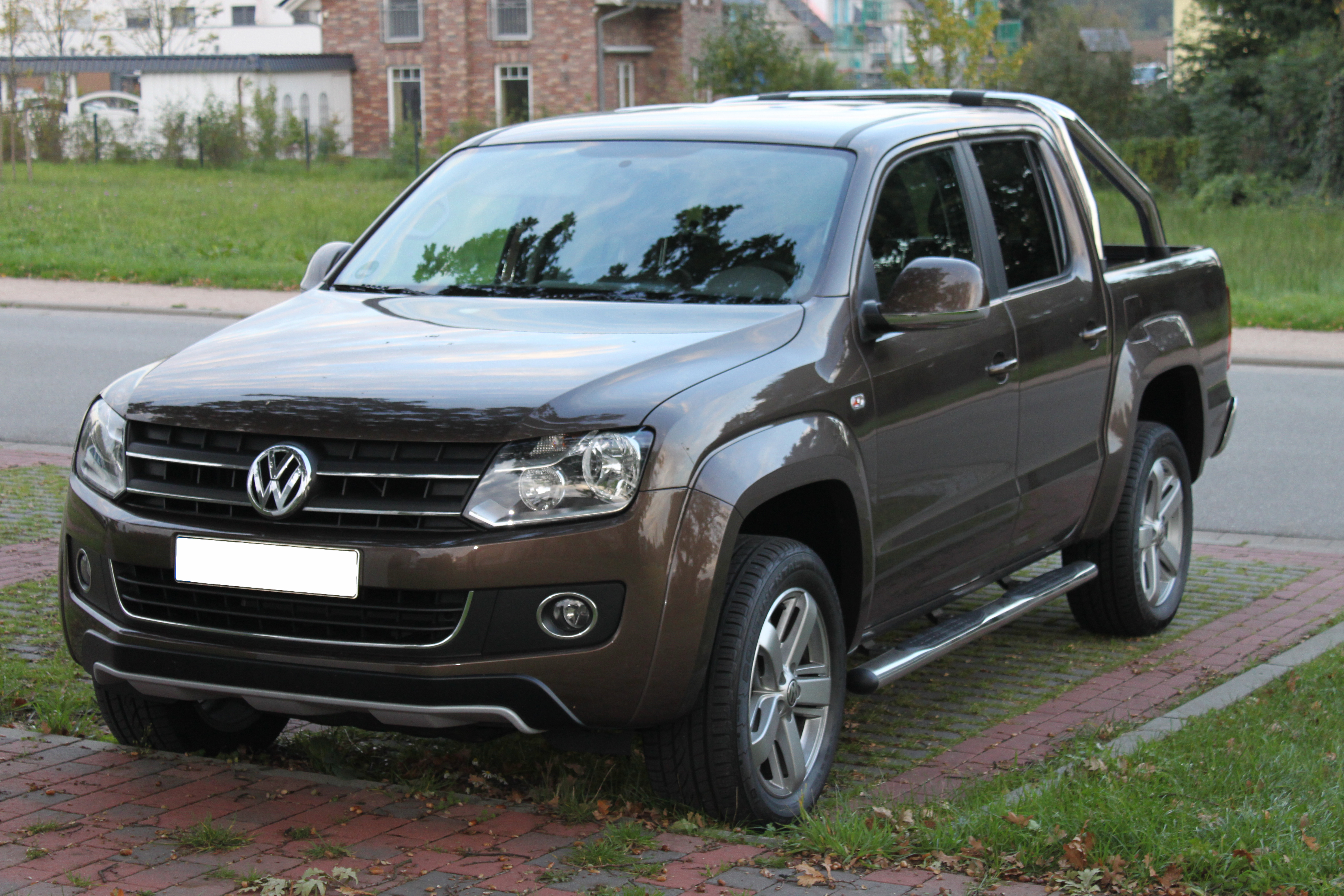
Amarok
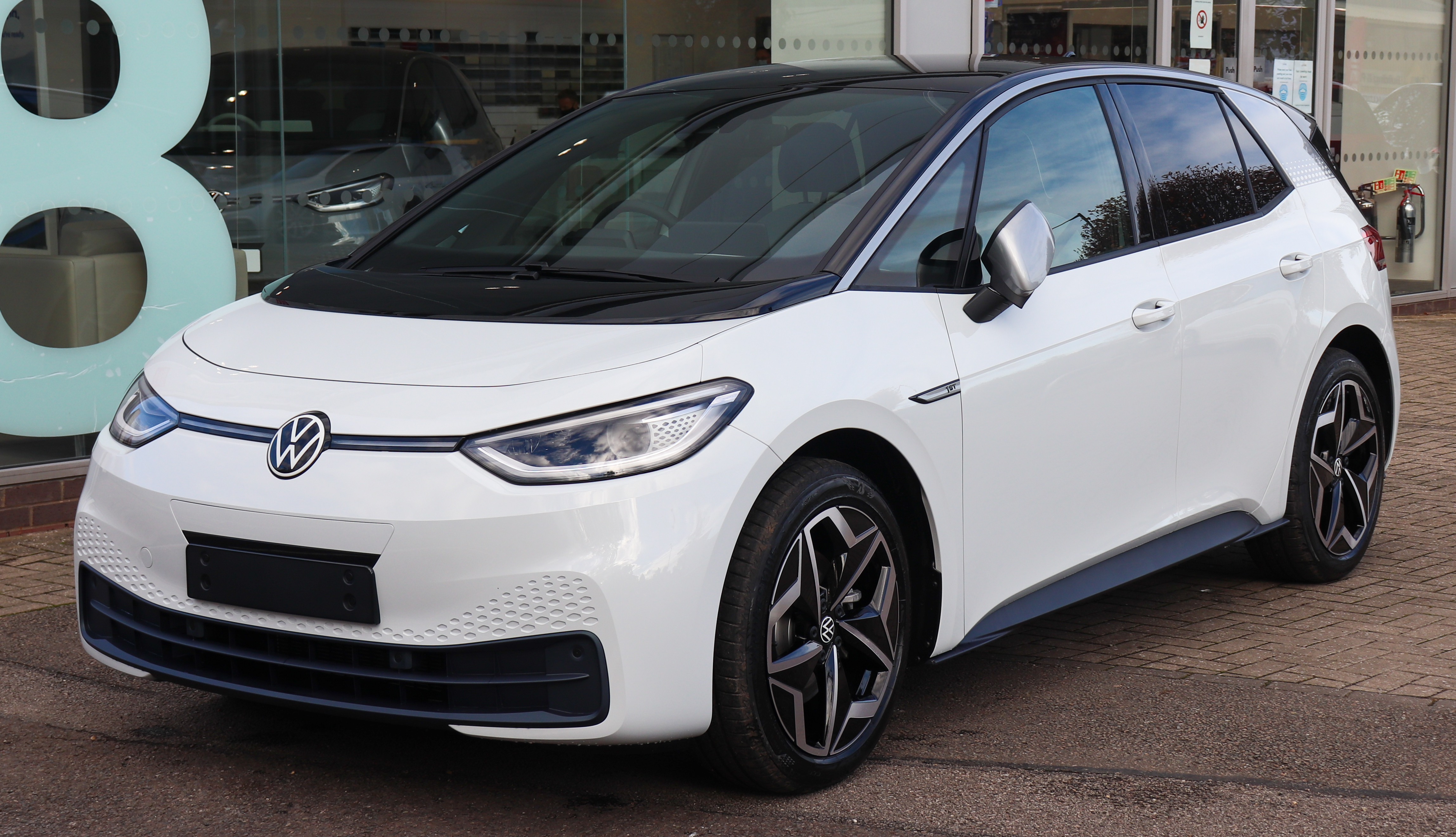
Volkswagen ID.3
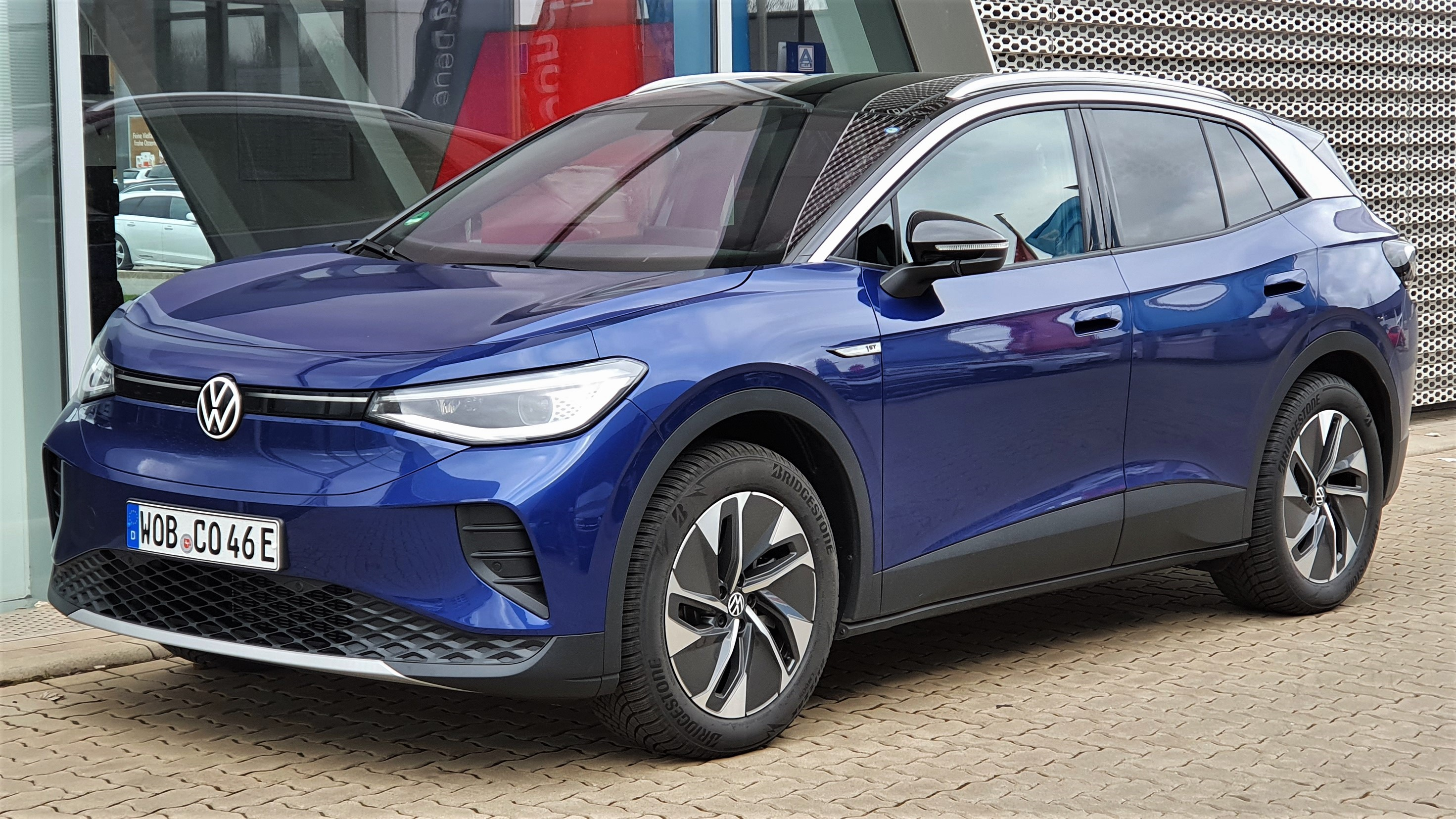
Volkswagen ID.4

### Америка

#### Северная Америка
| Модель                 | США | Канада | Мексика | Примечания                                                        |
| ---------------------- | --- | ------ | ------- | ----------------------------------------------------------------- |
| City Golf              |     | ♦      |         | Обновлённая версия Golf Mk.IV, с 2,0 л. двигателем I4.            |
| CrossFox               |     |        | ♦       | Компакт кроссовер                                                 |
| Eos                    | ♦   | ♦      | ♦       | Jetta на базе 2-х дверного кабриолета.                            |
| GLI                    | ♦   |        | ♦       | Высокопроизводительная версия Jetta.                              |
| Gol                    |     |        | ♦       | [ 15 ]                                                            |
| Golf                   | ♦   | ♦      |         | Гольф класс                                                       |
| GTI                    | ♦   | ♦      | ♦       | Высокопроизводительная версия Golf.                               |
| Jetta MkIV             | ♦   | ♦      | ♦       | Седан                                                             |
| Jetta MkV              | ♦   | ♦      | ♦       | Продаётся как «Bora» в Мексике                                    |
| Jetta Wagon            | ♦   | ♦      | ♦       | Продаётся как Jetta Sportwagen в США и гольф Sportwagen в Мексике |
| New Beetle             | ♦   | ♦      | ♦       | Компакт купе                                                      |
| New Beetle Convertible | ♦   | ♦      | ♦       | Компакт кабриолет                                                 |
| Passat                 | ♦   | ♦      | ♦       | Среднеразмерный седан                                             |
| Passat Wagon           | ♦   | ♦      |         | Универсал                                                         |
| Passat CC              | ♦   | ♦      | ♦       | Пятидверный седан-купе                                            |
| Routan                 | ♦   | ♦      | ♦       | Минивэн                                                           |
| SportVan               |     |        | ♦       | Минивэн                                                           |
| Tiguan                 | ♦   | ♦      | ♦       | Компактный SUV. «The GTI of SUVs»                                 |
| Touareg                | ♦   | ♦      | ♦       | Полноразмерный внедорожник (аналогичный Porsche Cayenne).         |

#### Центральная америка иКарибские острова
| Модель                 | Багамские Острова | Барбадос | Бермудские Острова | Острова Кайман | Коста-Рика | Кюрасао | Доминиканская Республика | Сальвадор | Гренада | Гватемала | Республика Гаити | Гондурас | Ямайка | Никарагуа | Панама | Сен-Бартелеми (заморское сообщество) | Сен-Мартен (владение Франции) | Тринидад и Тобаго |
| ---------------------- | ----------------- | -------- | ------------------ | -------------- | ---------- | ------- | ------------------------ | --------- | ------- | --------- | ---------------- | -------- | ------ | --------- | ------ | ------------------------------------ | ----------------------------- | ----------------- |
| Caddy                  |                   |          |                    |                |            |         | ♦                        | ♦         |         |           |                  |          |        |           |        |                                      |                               |                   |
| CrossFox               | ♦                 |          |                    |                | ♦          | ♦       | ♦                        | ♦         |         | ♦         |                  | ♦        |        |           | ♦      | ♦                                    |                               |                   |
| CrossPolo              |                   | ♦        |                    | ♦              |            | ♦       | ♦                        |           | ♦       | ♦         |                  |          |        |           |        | ♦                                    | ♦                             |                   |
| Eos                    |                   |          | ♦                  |                |            |         | ♦                        |           |         |           |                  |          |        |           |        |                                      |                               |                   |
| Fox                    |                   |          |                    |                |            | ♦       |                          |           |         |           |                  |          |        |           | ♦      |                                      |                               |                   |
| Gol                    |                   |          |                    |                | ♦          |         | ♦                        | ♦         |         | ♦         |                  |          |        | ♦         | ♦      |                                      |                               |                   |
| Golf                   |                   | ♦        | ♦                  |                |            |         |                          |           |         |           |                  |          |        |           |        |                                      |                               |                   |
| GTI                    |                   | ♦        |                    | ♦              |            |         | ♦                        |           | ♦       | ♦         |                  | ♦        | ♦      |           | ♦      |                                      |                               | ♦                 |
| Jetta/Bora MkIV        | ♦                 |          |                    |                | ♦          | ♦       | ♦                        | ♦         |         | ♦         |                  | ♦        |        | ♦         | ♦      |                                      | ♦                             |                   |
| Jetta/Bora MkV         | ♦                 | ♦        |                    | ♦              | ♦          |         | ♦                        | ♦         | ♦       | ♦         |                  | ♦        | ♦      |           | ♦      |                                      | ♦                             | ♦                 |
| Jetta/Bora GLI MkV     |                   |          |                    |                | ♦          | ♦       |                          | ♦         |         | ♦         |                  |          |        |           |        |                                      |                               |                   |
| Jetta/Bora Variant MkV |                   |          |                    | ♦              |            |         |                          |           | ♦       |           |                  |          |        |           |        |                                      |                               | ♦                 |
| New Beetle             | ♦                 |          |                    | ♦              | ♦          |         | ♦                        | ♦         |         | ♦         |                  | ♦        |        | ♦         | ♦      |                                      |                               |                   |
| New Beetle Cabrio      | ♦                 |          | ♦                  | ♦              | ♦          |         | ♦                        | ♦         |         | ♦         |                  | ♦        |        |           | ♦      |                                      |                               |                   |
| Parati                 |                   |          |                    |                |            |         |                          | ♦         |         | ♦         |                  |          |        | ♦         |        |                                      |                               |                   |
| Passat                 | ♦                 | ♦        |                    | ♦              | ♦          | ♦       | ♦                        |           | ♦       | ♦         |                  | ♦        | ♦      |           | ♦      |                                      | ♦                             | ♦                 |
| Passat Variant         |                   |          |                    |                |            | ♦       |                          |           |         |           |                  |          |        |           |        |                                      |                               |                   |
| Polo                   |                   | ♦        | ♦                  | ♦              |            | ♦       | ♦                        |           | ♦       | ♦         |                  |          | ♦      |           | ♦      |                                      | ♦                             |                   |
| Saveiro                |                   |          |                    |                |            |         | ♦                        |           |         | ♦         |                  |          |        |           |        | ♦                                    |                               |                   |
| SpaceFox               |                   |          |                    |                |            |         |                          | ♦         |         |           |                  |          |        |           | ♦      |                                      |                               |                   |
| Tiguan                 |                   |          |                    | ♦              | ♦          |         | ♦                        |           |         | ♦         |                  |          |        |           |        |                                      |                               |                   |
| Touareg                | ♦                 | ♦        |                    | ♦              | ♦          | ♦       | ♦                        | ♦         | ♦       | ♦         | ♦                | ♦        | ♦      |           | ♦      |                                      | ♦                             | ♦                 |

### Азия
- Golf
- Polo
- Golf/Golf Plus/Golf Variant
- Jetta
- Bora
- Sagitar
- New Beetle/New Beetle Cabriolet
- Passat Lingyu
- Santana
- Santana Vista
- Passat/Passat Variant
- Magotan
- Phaeton
- Sharan
- Tiguan
- Touareg
- Touran
- Vento
- ID.3
- ID.4
- ID.6
- ID.7

### Африка
| Mодель               | Алжир | Египет | Марокко | Реюньон | ЮАР | Примечание                                                           |
| -------------------- | ----- | ------ | ------- | ------- | --- | -------------------------------------------------------------------- |
| Citi Golf            |       |        |         |         | ♦   |                                                                      |
| CrossFox             |       | ♦      |         |         |     |                                                                      |
| CrossPolo            | ♦     |        | ♦       |         | ♦   |                                                                      |
| Eos                  | ♦     | ♦      | ♦       | ♦       | ♦   |                                                                      |
| SpaceFox             |       | ♦      | ♦       | ♦       |     | Продаётся как Volkswagen Suran в Египте                              |
| Gol                  |       |        | ♦       |         |     | Поставлялся в Россию с 2004 по 2006 под названием Volkswagen Pointer |
| Golf                 | ♦     | ♦      | ♦       | ♦       | ♦   |                                                                      |
| Golf GTI             | ♦     |        |         |         | ♦   |                                                                      |
| Golf Plus            | ♦     |        | ♦       | ♦       |     |                                                                      |
| Golf R32             |       |        | ♦       |         | ♦   |                                                                      |
| Golf Variant         |       | ♦      |         |         |     |                                                                      |
| Jetta                | ♦     | ♦      | ♦       |         | ♦   |                                                                      |
| New Beetle           | ♦     | ♦      |         | ♦       | ♦   |                                                                      |
| New Beetle Cabriolet | ♦     | ♦      |         |         | ♦   |                                                                      |
| Parati               |       |        | ♦       |         |     |                                                                      |
| Passat               | ♦     | ♦      | ♦       | ♦       | ♦   |                                                                      |
| Passat CC            |       | ♦      | ♦       | ♦       | ♦   | Продаётся как Volkswagen CC в Южной Африке                           |
| Polo                 | ♦     | ♦      | ♦       | ♦       | ♦   |                                                                      |
| Polo GTI             | ♦     |        |         |         | ♦   |                                                                      |
| Scirocco             |       |        | ♦       | ♦       | ♦   |                                                                      |
| Sharan               |       |        |         |         | ♦   |                                                                      |
| Tiguan               | ♦     | ♦      | ♦       | ♦       | ♦   |                                                                      |
| Touareg              | ♦     | ♦      | ♦       | ♦       | ♦   |                                                                      |
| Touran               | ♦     | ♦      | ♦       | ♦       | ♦   |                                                                      |

### Электромобили
- хетчбэк ID.3
- компактный кроссовер Volkswagen ID.4
- кроссовер Volkswagen ID.5[16]
- Volkswagen ID.6
- Volkswagen ID.7
- Volkswagen ID. Buggy
- Volkswagen ID.Buzz

## Внутренние названия моделей
| Номера       | Номера               | Класс | Класс  | Класс | Поколение | Производная | Производная                | Распространение | Распространение        |
| ------------ | -------------------- | ----- | ------ | --- | --------- | ----------- | -------------------------- | --------------- | ---------------------- |
| Аббревиатура | Наименование         | Новое | Старое | Рыночное название | Поколение | Производная | Производная                | (если нужно)    | (если нужно)           |
| VW           | Volkswagen PKW       | 0/1   | A00    | VW Lupo, Seat Arosa | 1         | 0           | Хетчбэк                    | 0               | краткое колёсной базой |
| AU           | Audi                 | 2     | A0     | VW Polo, Audi A2, (Audi A1), Škoda Fabia, Seat Ibiza, Seat Cordoba                                                                            | 2         | 1           | Нотчбек                    | 1               | Длинная колёсная база  |
| SE           | Seat                 | 3     | A      | VW Golf, VW GolfPlus, VW Jetta/Bora, VW Touran, VW Caddy, Audi TT, Audi A3, Škoda Octavia, Seat Leon, Seat Toledo, Seat Altea (XL), VW Tiguan | 3         | 2           | Комби                      | 2               |                        |
| SK           | Škoda                | 4     | B      | VW Passat, (Eos), Audi A4, Audi A5, Škoda Superb, Seat Exeo                                                                                   | 4         | 3           | Хетчбэк                    | 3               | Syncro                 |
| BY           | Bentley              | 5     | C      | Audi A6, Audi A7, Audi Q5, VW Touareg | 5         | 4           | Купе (Фастбэк), Sportwagen | 4               | Hochmotorisierung      |
| BU           | Bugatti              | 6     | D      | VW Phaeton, Audi A8, Bentley Continental GT, Bentley Continental GT Cabrio, Bentley Flying Spur                                               | 6         | 5           | Roadster, Spider, Cabrio   | 5               | открытые структуры     |
| LA           | Lamborghini          | 7     | T      | VW Bus, Audi Q7, Audi R8 | 7         | 6           | OffRoader, FunCar, SUV     | 6               | закрытых надстройках   |
| VN           | Грузовики Volkswagen | 8     | LT     | Crafter | 8         | 7           | CityVan, PickUp            | 7               | Плоская крыша          |
|              |                      | 9     | L      | |           | 8           | MPV                        | 8               | Высокая крыша          |
|              |                      |       |        | |           | 9           | другой                     | 9               | другой                 |

## Производство
| Год  | Количество произведённых автомобилей | Рост, % |
| ---- | ------------------------------------ | ------- |
| 2012 | 9 007 000                            | 11,20   |
| 2009 | 8 052 620                            | 21,20   |
| 2008 | 6 152 290                            | 19,90   |
| 2007 | 6 088 200                            | 19,30   |
| 2006 | 6 891 160                            | 19,10   |
| 2005 | 6 219 780                            | 18,60   |
| 2004 | 6 027 250                            | 18,45   |
| 2003 | 6 003 640                            | 18,55   |
| 2002 | 6 043 470                            | 18,61   |
| 2001 | 6 330 750                            | 18,90   |
| 2000 | 6 436 150                            | 18,99   |
| 1999 | 7 414 770                            | 19,51   |

### Бизнес в России
1 марта 2022 года компания объявила о прекращении бизнеса в России, включая как поставки новых автомобилей, так и запчастей.
-->

## Продажи
Продажи автомобилей Volkswagen в мире, 2006—2018
| Год  | Продано в мире (млн) |
| ---- | -------------------- |
| 2006 | 5,7                  |
| 2007 | 6,2                  |
| 2008 | 6,3                  |
| 2009 | 6,3                  |
| 2010 | 7,3                  |
| 2011 | 8,4                  |
| 2012 | 9,3                  |
| 2013 | 9,7                  |
| 2014 | 10,2                 |
| 2015 | 10,0                 |
| 2016 | 10,3                 |
| 2017 | 10,7                 |
| 2018 | 10,8                 |

## Награды

### Всемирный автомобиль года
- 2009 — Volkswagen Golf
- 2010 — Volkswagen Polo
- 2012 — Volkswagen up!
- 2013 — Volkswagen Golf
- 2021 — Volkswagen ID.4

### Европейский автомобиль года
Volkswagen 4 раза получил премию в номинации Европейский автомобиль года.
- 1992 — Volkswagen Golf
- 2010 — Volkswagen Polo
- 2013 — Volkswagen Golf
- 2015 — Volkswagen Passat

## Критика
В сентябре 2015 года компания оказалась в центре скандала из-за подозрений в занижении уровня выбросов в лабораторных испытаниях некоторыми дизельными автомобилями, поставлявшимися в том числе в США и Европу. Широкое обсуждение вопроса в СМИ негативно сказалось на капитализации компании. После выяснилось, что немецкий автопроизводитель Volkswagen намеренно программировал дизельные двигатели с турбонаддувом и непосредственным впрыском (TDI) для активации определённых выбросов только во время лабораторного тестирования для соответствия американским стандартам, но в обычных условиях количество выбрасываемых в воздух вредных газов, в частности оксида азота(NOx), превышало норму в 40 раз. Количество автомобилей, в которых Фольксваген устанавливал нелегальное программное обеспечение составляет более одиннадцати миллионов автомобилей по всему миру, произведённых в 2008—2015 годах.
13 июня 2018 года Прокуратура города Брауншвейг оштрафовала Volkswagen на сумму в 1 млрд евро, включающей в себя максимально возможный штраф в размере 5 млн евро и 995 млн евро в виде возврата прибыли, полученной незаконным путём. Компания согласилась с поставленным наказанием в виде штрафа, и не станет подавать апелляцию.
В июле 2021 года принято решение, что Volkswagen за загрязнение планеты заплатит около 502 миллионов евро. Так закончилось дело о картельном сговоре нескольких автоконцернов, которые использовали специальное программное обеспечение, чтобы занизить показатели по вредным выбросам при тестировании.
Кроме того, голландский суд постановил, что концерн должен выплатить владельцам автомобилей, связанных с дизельным скандалом. Выплату 3 тысячи евро могут потребовать покупатели новых автомобилей Volkswagen, Audi, Seat и Skoda с установленным программным обеспечением. А те, кто приобрёл подержанные машины, 1,5 тысячи евро.